# Grace Kelly

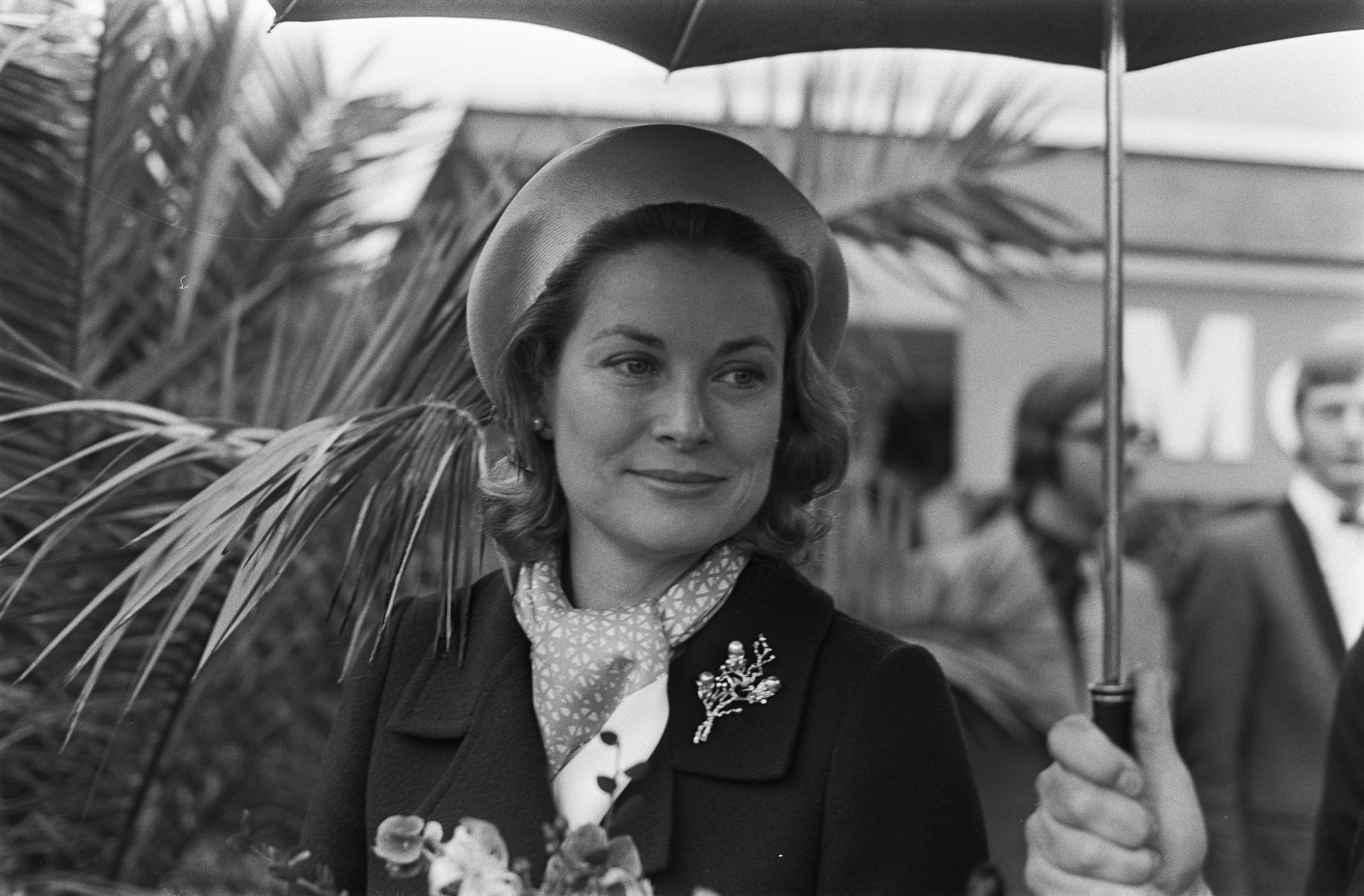
Gracia Patricia, September 1972

Wappen von Gracia Patricia
Monogramm von Gracia Patricia

Grace Patricia Kelly (* 12. November 1929 in Philadelphia, Pennsylvania; † 14. September 1982 in Monaco) war eine US-amerikanische Filmschauspielerin und Oscar-Preisträgerin. Nach der Hochzeit mit Fürst Rainier III. von Monaco im Jahr 1956 änderte sich ihr Name mit dem neuen Titel in Princesse Grace de Monaco beziehungsweise Grace Patricia Grimaldi. Im deutschen Sprachraum ist die Bezeichnung Fürstin Gracia Patricia von Monaco oder verkürzt Gracia Patricia üblich.
Von August 1950 bis März 1956 wirkte Kelly in elf Spielfilmen mit, nachdem sie bereits Schauspielerfahrung am Theater gesammelt hatte. Erste Erfolge feierte sie 1952 an der Seite von Gary Cooper im Western Zwölf Uhr mittags und 1953 mit Clark Gable in Mogambo, für den sie ein Jahr später den Golden Globe als beste Nebendarstellerin erhielt. Die Charakterrolle der Georgie Elgin im Filmdrama Ein Mädchen vom Lande brachte ihr 1955 den Oscar als beste Hauptdarstellerin ein.
Auf dem Höhepunkt ihrer Karriere hatte sie Hauptrollen in drei Spielfilmen Alfred Hitchcocks, von denen Das Fenster zum Hof (1954) mit James Stewart zu den bedeutendsten Werken der Filmgeschichte gerechnet wird. Darüber hinaus trat sie zwischen 1948 und 1954 in mehr als 40 Fernsehproduktionen auf. Das American Film Institute wählte sie auf Platz 13 der 25 größten weiblichen amerikanischen Filmstars aller Zeiten.
1956 beendete Kelly mit dem Musicalfilm Die oberen Zehntausend ihre Arbeit als Schauspielerin und heiratete Fürst Rainier III. von Monaco, den sie bei den Filmfestspielen von Cannes 1955 kennengelernt hatte. Aus der Ehe gingen drei Kinder, Caroline, Albert und Stéphanie von Monaco, hervor.
Kelly war für ihr stilsicheres Auftreten bekannt und setzte weltweit modische Trends. Ihre Präsenz in Monaco verhalf dem Fürstentum zu neuem Ansehen und wirtschaftlichem Aufschwung. Im Rahmen ihrer Pflichten als Landesmutter widmete sie sich repräsentativen und wohltätigen Aufgaben.
Grace Kelly starb 1982 im Alter von 52 Jahren an den Folgen eines Verkehrsunfalls, bei dem ihr Auto, in dem sie mit ihrer Tochter Stéphanie fuhr, nahe Monaco von der Fahrbahn abgekommen war.

## Leben

### Herkunft

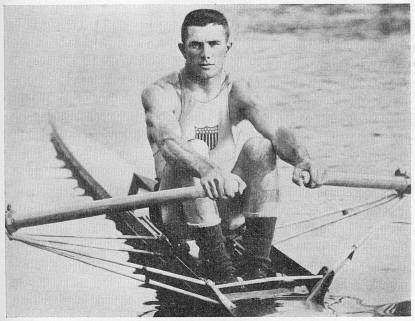
John Brendan Kelly sr. (1920)

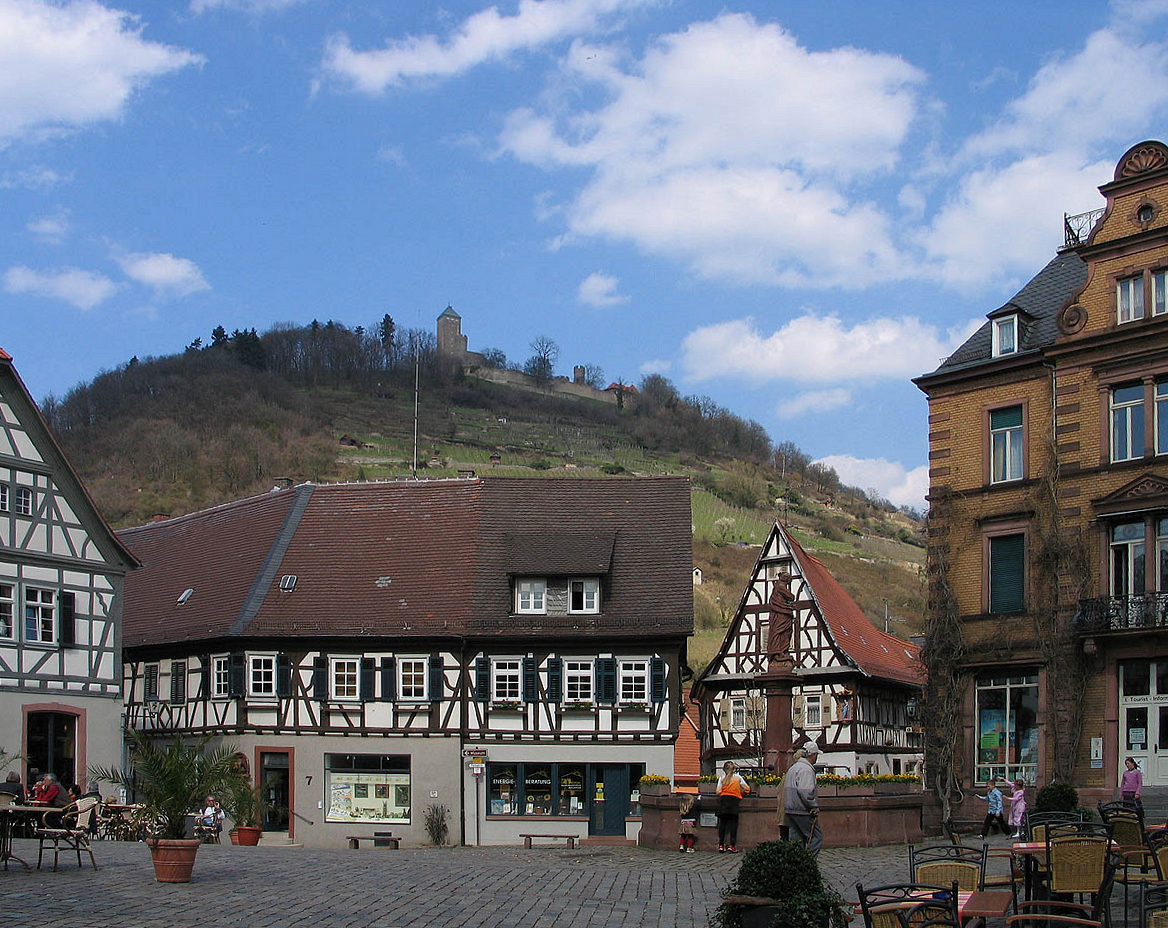
Großer Markt 8 in Heppenheim (Mitte), Geburtshaus von Margaretha Berg, Großmutter von Grace Kelly

Grace Patricia Kelly wurde 1929 im Hahnemann University Hospital in Philadelphia als drittes von vier Kindern des US-amerikanischen Bauunternehmers John Brendan Kelly sr. (1889–1960), genannt Jack, und seiner aus Deutschland stammenden Ehefrau Margaret Katherine Majer (1898–1990) geboren. Am 1. Dezember fand die Taufe in der St. Bridget’s Roman Catholic Church im Stadtteil East Falls statt. Die Eltern entschieden sich für den Vornamen Grace im Gedenken an eine früh verstorbene Tante gleichen Namens. Eine ergänzende Erklärung lieferte Grace Kelly später selbst, indem sie auf den in den USA populären Mother-Goose-Kinderreim A Week of Birthdays Bezug nahm, dem zufolge alle an einem Dienstag geborenen Kinder “full of grace” (deutsch: „voller Anmut“) sind.
Jack Kellys Vorfahren waren irischer Abstammung; sein Vater, John Henry Kelly, war Mitte des 19. Jahrhunderts aus der irischen Grafschaft Mayo nach Rutland (Vermont) emigriert. Kelly arbeitete sich als zweitjüngstes von zehn Kindern vom Maurer zum Unternehmer empor und erwirtschaftete mit seiner Firma Kelly for Brickwork in den 1920er Jahren ein Millionenvermögen. Zudem war er seit seiner Jugend als Ruderer erfolgreich. Nach mehreren nationalen Titeln errang er bei den Olympischen Sommerspielen 1920 und 1924 drei Goldmedaillen. Seine politische Karriere erreichte 1935 mit der Kandidatur für die Demokratische Partei bei der Wahl zum Bürgermeister von Philadelphia ihren Höhepunkt, die er knapp verlor.
Margaret Majers Vater, Carl Majer, wohnte in Schloss Helmsdorf in Immenstaad am Bodensee, bevor er nach Philadelphia auswanderte und 1896 die am 10. Juli 1870 in Heppenheim geborene Margaretha Berg heiratete. In patrilinearer Hinsicht stammte Margarete von Prof. Johann Christian von Majer (1741–1821) aus Ludwigsburg ab, der als Politikwissenschaftler, Jurist und Theologe tätig war und fünfmal zum Rektor der Universität Tübingen gewählt wurde. Durch ihn stammte Grace aus der Familie Stauffenberg und vielen anderen kleineren deutschen Adelsfamilien, wie von Plieningen, von Münchingen, von Ow, von Bettendorf, von Nippenburg und von Roth.
Jack Kelly lernte Margaret 1914 im Schwimmverein kennen. Anfang der 1920er Jahre erwarb sie an der Temple University das Diplom einer Sportlehrerin und unterrichtete als erste Dozentin für Leibesübungen an der University of Pennsylvania. Darüber hinaus arbeitete sie zeitweise als Fotomodell. Nach dem Übertritt zum Katholizismus wurde sie am 30. Januar 1924 Ehefrau Jack Kellys.
Grace Kellys älterer Bruder, John Brendan Kelly jr. (1927–1985), trat als Ruderer die Nachfolge seines Vaters an. Er nahm an den Olympischen Sommerspielen 1948, 1952, 1956 und 1960 teil und gewann 1956 eine Bronzemedaille. Auch die Schwestern, Margaret Katherine Kelly (1925–1991) und Elizabeth Anne Kelly (1933–2009), eiferten ihren Eltern nach und waren während der Schulzeit gute Sportlerinnen.
Zwei Onkel Grace Kellys waren Künstler. Bühnen- und Filmschauspieler Walter C. Kelly (1873–1939) machte sich im Vaudeville einen Namen. George Kelly (1887–1974) war Schriftsteller und wurde 1926 mit dem Pulitzer-Preis für das Drama Craig’s Wife ausgezeichnet.

### Kindheit und Jugend

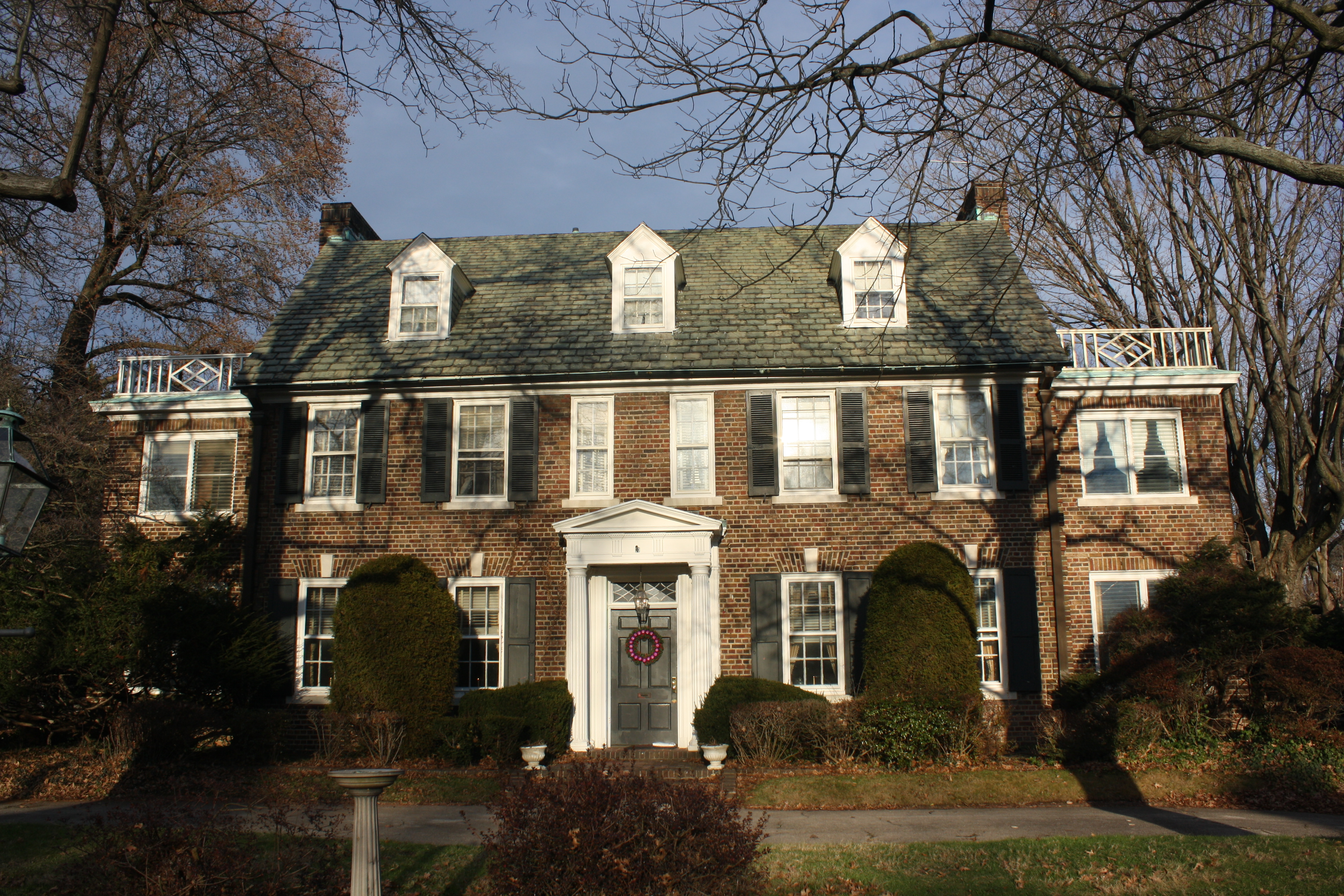
3901 Henry Avenue in East Falls, Philadelphia, Wohnhaus der Kellys

1927 zog die Familie kurz nach der Geburt ihres Sohnes in eine von Kellys Bauunternehmen errichtete Villa mit 17 Zimmern in der Henry Avenue in Philadelphia (40° 1′ 5,7″ N, 75° 11′ 21″ W). Obwohl Grace Kelly nur wenige Tage nach dem Schwarzen Donnerstag geboren wurde, dem Auftakt zur Great Depression, waren die Kellys von der Wirtschaftskrise kaum betroffen. Jack Kelly hatte sein Vermögen konservativ angelegt und sowohl die Villa in East Falls als auch das Urlaubsdomizil in Ocean City frei von Hypotheken gehalten. Neben einem Tennisplatz standen auf dem Grundstück weitere Einrichtungen für die aktive Freizeitgestaltung bereit. Bedienstete kümmerten sich um Haushalt und Garten, die Kinder waren gut gekleidet.
Grace wurde streng erzogen. Disziplin, Ehrgeiz und Zielstrebigkeit galten in der Familie als Tugenden. Ihre Mutter bezeichneten die Kinder wegen ihrer deutschen Herkunft als „preußischen General“. In früher Kindheit war Grace oft krank, zeigte aber mit zunehmendem Alter in Sportarten wie Tennis, Schwimmen und Hockey gute Leistungen und nahm Ballettunterricht. Erst in späteren Jahren entwickelte Grace in privater und beruflicher Hinsicht Ehrgeiz, der sich auf das fortwährende Bedürfnis gründete, die Anerkennung ihres Vaters zu erlangen.

“My father was very gentle, never one to spank or scold. My mother did that. But when my father spoke, boy, you moved. I believe the father teaches authority, and the mother sees that it’s done.”

„Mein Vater war sehr sanft, er hat uns nie geschlagen oder ausgeschimpft. Das tat meine Mutter. Aber kaum sagte mein Vater ein Wort, sind wir gesprungen. Ich glaube, der Vater verkörpert Autorität und die Mutter setzt sie durch.“

Wegen Kurzsichtigkeit trug sie etwa ab dem zwölften Lebensjahr eine Brille. Mit ihren Geschwistern um die Rangordnung in der Familie kämpfend, zog sich Grace in eine Phantasiewelt zurück und begann, ihre künstlerischen Neigungen zunächst im heimischen Puppenspiel sowie im Verfassen poetischer Verse auszuleben.

“I hate to see the sun go down / And squeeze itself into the ground / Since some warm night it might get stuck / And in the morning not get up.”

„Ich mag die Sonne nicht untergehen sehen / Wie sie sich in den Boden quetscht / In mancher warmen Nacht bleibt sie womöglich stecken / Um am nächsten Morgen nicht mehr aufzugehen.“

Ihre Vorliebe für die Schauspielerei äußerte sich bereits in der Jugend. Im Alter von zwölf Jahren spielte sie gemeinsam mit ihrer Schwester Peggy am Theater der Old Academy Players in der Nähe von East Falls. Jahre später übernahm sie eine Rolle in einer Aufführung des 1922 von ihrem Onkel George geschriebenen Bühnenstückes The Torch-Bearers. In Anspielung auf den Titel des Werks schrieb der Rezensent einer lokalen Zeitung: “It appeared as if Grace Kelly should become the theatrical torch-bearer for her family.” (deutsch: „Es macht ganz den Eindruck, als würde Grace Kelly auf dem Theater zum Fackelträger ihrer Familie.“)
Von 1934 bis 1943 besuchte Grace die von Nonnen geführte Schule Ravenhill und bewies dort beim alljährlichen Krippenspiel ihr schauspielerisches Talent. Sie wechselte auf die staatliche Stevens High School im Stadtteil Germantown. Als Teenager entwickelte sie während dieser Zeit eine innige Freundschaft zum zwei Jahre älteren Harper Davis, der gemeinsam mit ihrem Bruder auf eine benachbarte Schule ging und 1946 schwer erkrankte. Im Mai 1947 schloss Grace die High School ab; ihr Foto im Jahrbuch trägt die prophetische Unterschrift: “She is very likely to become a stage or screen star.” (deutsch: „Sie wird höchstwahrscheinlich Bühnen- oder Filmstar werden.“)

### Schauspielausbildung und Theater
Nach dem Schulabschluss bewarb sich Grace Kelly an der dramatischen Fakultät des Bennington College in Vermont, wurde jedoch nicht zugelassen. Gegen den Willen ihrer Eltern bemühte sie sich daraufhin um die Aufnahme an der American Academy of Dramatic Arts in New York. Mit einem Auszug aus dem Werk ihres Onkels, The Torch-Bearers, überzeugte sie den Sekretär des Verwaltungsrates, Emile Diestel, der insbesondere ihre Bühnenpräsenz und ihr Gespür für Dramatik erkannte. Andererseits stellte die nasale Sprechweise als Folge der wiederkehrenden Sinusitis aus Kindheitstagen ein Hindernis dar. Mit Stimmübungen arbeitete Kelly fortan an der Verbesserung der Aussprache. Sie zog in das von konservativen Verhaltensregeln geprägte New Yorker Barbizon Hotel for Women (40° 45′ 55,2″ N, 73° 57′ 58,7″ W).
1948 vermittelte ihr ein Studienkollege einen Termin bei einem Fotografen, der Titelbilder für das Magazin Redbook anfertigte. Für ihre ersten Arbeiten als Fotomodell erhielt Kelly eine Gage von 7,50 US-Dollar pro Stunde, die sich bald auf 25 US-Dollar steigerte und sie von der Unterstützung ihrer Eltern bei der Finanzierung ihres Studiums unabhängiger machte. Später war sie auch auf den Titelseiten anderer Illustrierten wie Cosmopolitan und Ladies’ Home Journal abgebildet. Das Image des „adretten Mädchens von nebenan“ verschaffte ihr Werbeauftritte für Haushalts- und Konsumartikel wie Schreibmaschinen, Waschmittel, Zigaretten und Bier, entsprach auf der anderen Seite aber nicht den Maßstäben für eine Karriere als Mannequin der Haute Couture. Nach einem Jahr wurde Kelly mit einem wöchentlichen Gehalt von etwa 400 US-Dollar zu einem der bestbezahlten Models in New York.
Im zweiten Semester lernte Kelly den Schauspiellehrer und Theaterregisseur Don Richardson kennen. Er inszenierte später die Komödie The Philadelphia Story, mit der sie 1949 ihre Abschlussprüfung ablegte und die 1956 mit ihr in der Hauptrolle als Musical neu verfilmt wurde (Die oberen Zehntausend). Die Beziehung zu dem verheirateten Richardson beendete sie auf Druck ihrer Eltern. Beide blieben jedoch befreundet. Nach der Ausbildung stand Kelly als Darstellerin im Laientheater Bucks County Playhouse in New Hope auf der Bühne, ehe sie am 16. November 1949 an der Seite von Raymond Massey und Mady Christians in Der Vater von August Strindberg am Broadway debütierte. Nach 69 Vorstellungen wurde das Stück abgesetzt. In dieser Zeit hatte Kelly mehrere Liebesbeziehungen, unter anderem mit Aly Khan. Nach zwei Jahren ohne Theaterengagement wirkte Kelly Anfang der 1950er Jahre in mehreren Live-Fernsehproduktionen von NBC und CBS mit, darunter Kraft Television Theatre, The Philco Television Playhouse, Westinghouse Studio One, Lights Out, Robert Montgomery Presents und Lux Video Theatre.

### Filmkarriere

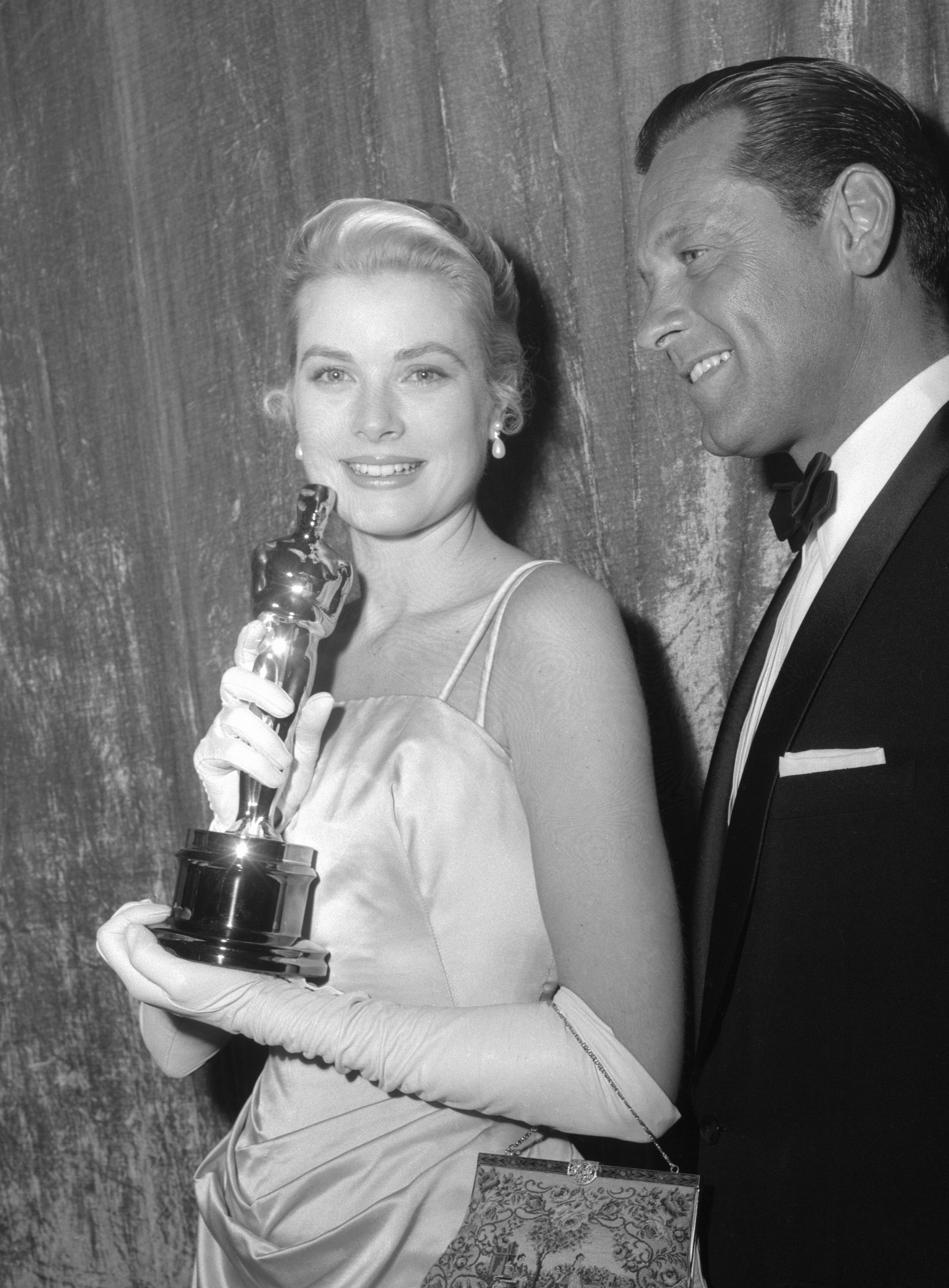
Grace Kelly mit William Holden bei der Oscarverleihung 1955

Durch Vermittlung ihrer Theateragentin, Edith Van Cleve, die seit Anfang der 1950er Jahre für sie arbeitete, wurde die Filmindustrie auf Kelly aufmerksam. Probeaufnahmen bei Gregory Ratoff für den Film Taxi brachten ihr zwar keine Rolle ein, weckten aber das Interesse anderer Regisseure. Im August 1950 stand sie erstmals mit einer kleinen Rolle im Filmdrama Vierzehn Stunden unter der Regie von Henry Hathaway vor der Kamera, nachdem ihre Leistung im Broadway-Stück Der Vater den Produzenten Sol C. Siegel beeindruckt hatte. Kelly spielte Louise Ann Fuller, eine junge Frau, die sich in einem Anwaltsbüro aufhält und angesichts nervenaufreibender Ereignisse im gegenüberliegenden Hochhaus die Scheidung von ihrem Ehemann überdenkt. Der Kurzauftritt von zwei Minuten verschaffte ihr ein Honorar von 500 US-Dollar.
Im Sommer 1951 überbrückte Kelly die Wartezeit bis zu ihrem nächsten Film unter anderem am Repertoiretheater Elitch Gardens in Denver. Im dortigen Ensemble lernte sie den irischstämmigen Schauspieler Gene Lyons kennen und hatte mit ihm eine etwa anderthalbjährige Liebesbeziehung, die an seinem Alkoholismus scheiterte. Lyons erlangte Anfang der 1970er Jahre Popularität durch seine Mitwirkung in der Krimiserie Der Chef in der Rolle des Commissioner Dennis Randall.
Im Juni 1951 nahm die Schauspielagentur MCA Kelly unter Vertrag. Mit Marlon Brando hatte das Unternehmen bereits zuvor einen von Van Cleves früheren Klienten verpflichtet. MCA-Agent Jay Kanter kontaktierte den Produzenten Stanley Kramer, der für diverse Produktionen junge Schauspieltalente suchte. Kramer und der Drehbuchautor Carl Foreman arbeiteten zu dieser Zeit an den Vorbereitungen zum Film Zwölf Uhr mittags und mussten eine weibliche Hauptrolle besetzen. Nach einem Vorstellungstermin bei Regisseur Fred Zinnemann wurde Kelly trotz ihrer Unerfahrenheit und anfänglicher Bedenken hinsichtlich des Altersunterschiedes gegenüber dem Hauptdarsteller, Gary Cooper in der Rolle des Kane, engagiert. Die Dreharbeiten in Kalifornien im Herbst 1951 dauerten knapp fünf Wochen, Kelly verbrachte 22 Drehtage am Filmset und erhielt ein wöchentliches Gehalt von 750 US-Dollar. Über das Resultat ihrer Arbeit äußerte sie sich selbstkritisch, obwohl Zinnemann ihre zurückhaltende Spielweise bewusst auf die Rolle der Quäkerin abgestimmt hatte. Für Kelly bedeutete der von Kritikern hochgelobte und mit vier Oscars ausgezeichnete Film den Durchbruch als Filmschauspielerin.
Ende 1951 kehrte Kelly nach New York zurück und nahm Schauspielunterricht bei Sanford Meisner. In kurzen Abständen folgten Auftritte im Fernsehen und Theater, bevor im Herbst 1952 ein neues Filmangebot kam. Nach dem Erfolg des Abenteuerfilms König Salomons Diamanten plante das Filmstudio Metro-Goldwyn-Mayer (MGM) mit dem Regisseur John Ford die Neuverfilmung des 1932 entstandenen Filmdramas Dschungel im Sturm unter dem Titel Mogambo. Für die männliche Hauptrolle war Clark Gable vorgesehen, an der Seite von Ava Gardner. Auf der Suche nach einer weiteren Darstellerin stießen der MGM-Vorstand Dore Schary und der Produzent Sam Zimbalist auf die Probeaufnahmen von Taxi. Die Verantwortlichen handelten mit MCA einen Vertrag mit einer Laufzeit von sieben Jahren aus, der Kelly zur Mitwirkung in drei Filmen jährlich verpflichtete. Kelly bestand in Abweichung von damaligen Gepflogenheiten darauf, regelmäßig ein drehfreies Jahr zu nehmen und ihren Wohnsitz in New York zu behalten. Auf der anderen Seite hielten sie die Aussicht auf eine Zusammenarbeit mit Gable und Ford sowie die exotischen Drehorte davon ab, über die im Vergleich zu einem Ganztagsjob als Model unattraktive wöchentliche Gage von anfangs 750 US-Dollar zu verhandeln.
Die Dreharbeiten in Uganda, Tanganjika und Kenia waren im Februar 1953 abgeschlossen. Für die Innenaufnahmen reiste das Team nach Europa und arbeitete bis Ende 1953 in den britischen Borehamwood-Studios. Ähnlich wie Zinnemann war Ford sparsam mit Regieanweisungen und überließ die Schauspieler weitgehend sich selbst. Kelly und Gable, der kurz vor der Scheidung stand, gingen während des Aufenthaltes in Afrika oft gemeinsame Wege. Der Film wurde vom Publikum wohlwollend aufgenommen und spielte nach der Erstveröffentlichung fünf Millionen US-Dollar ein. Kelly erhielt einen Golden Globe und eine Oscarnominierung für die beste Nebendarstellerin. Metro-Goldwyn-Mayer lieh sie in der Folgezeit an andere Filmstudios wie Warner Bros. und Paramount Pictures für bis zu 50.000 US-Dollar pro Film aus.
Für Ein Mädchen vom Lande nahm sie am 30. März 1955 den Oscar als beste Hauptdarstellerin entgegen. Im Filmdrama von George Seaton spielte sie die Ehefrau eines Alkoholikers. Im selben Jahr war sie noch einmal in Grünes Feuer (1954) von Andrew Marton in den Kinos zu sehen.

“The thrill of this moment keeps me from saying what I really feel. I can only say thank you with all my heart to all who made this possible for me. Thank you.”

„Die momentane Aufregung hält mich davon ab, meine wirklichen Gefühle zu äußern. Ich danke allen von ganzem Herzen, die mir dies ermöglicht haben. Danke.“

Alfred Hitchcock holte Kelly innerhalb von nur zwei Jahren dreimal vor die Kamera. Ihre Zusammenarbeit begann 1954 mit Bei Anruf Mord. Die Handlung spielt fast ausschließlich in einem Raum. Regisseur und Kameramann experimentierten mit neuen 3D-Aufnahmetechniken. Hitchcock hielt Kelly für die Idealbesetzung seiner weiblichen Hauptrollen, da sie hinter einer kühlen Fassade Sehnsucht, Hingabe und Leidenschaft zeigte. Sie wurde zur typischen Hitchcock-Heldin der 1950er Jahre. 1954 arbeiteten Hitchcock und Kelly an Das Fenster zum Hof erneut zusammen. Hier spielte Kelly die elegante Geliebte des wegen seines Gipsbeins einen Rollstuhl nutzenden Fotoreporters Jeff (James Stewart).
Von den Kritikern wurde Kellys Darstellung hoch gelobt. Über den Dächern von Nizza (1955) war schließlich ihre letzte Arbeit mit Alfred Hitchcock. Darin spielte sie die Millionärin Frances Stevens, die den nur scheinbar desinteressierten Meisterdieb John Robie (Cary Grant) lustvoll umgarnt. Da Kelly nach ihrer Heirat mit Fürst Rainier von Monaco nicht mehr als Schauspielerin arbeitete, verpflichtete Hitchcock für seine folgenden Filme Vera Miles, Kim Novak, Eva Marie Saint und Tippi Hedren, die Kelly vom Typ her ähnelten.
In den USA entstand 1956 noch die Liebeskomödie Der Schwan unter der Regie von Charles Vidor. Kelly verkörpert darin eine Prinzessin, an der der zur Heirat auserkorene Kronprinz (Alec Guinness) scheinbar kein Interesse zeigt. Beim Publikum erfolgreich war zudem der Musikfilm Die oberen Zehntausend. Gelassen und humorvoll spielt Kelly darin die reiche Daisy Cord, die ihre wahren Gefühle erst entdecken muss. In dem Musical von Cole Porter singt sie mit Bing Crosby das Duett True Love. Es wurde auch als Single veröffentlicht und brachte beiden eine Goldene Schallplatte ein.
In die Zeit als Filmschauspielerin fallen zahllose Affären mit Kollegen bei Dreharbeiten und anderen Männern: darunter Gary Cooper, Clark Gable, Jean-Pierre Aumont. Sie hielt diese vor der Öffentlichkeit verborgen.

### Hochzeit mit Fürst Rainier III.

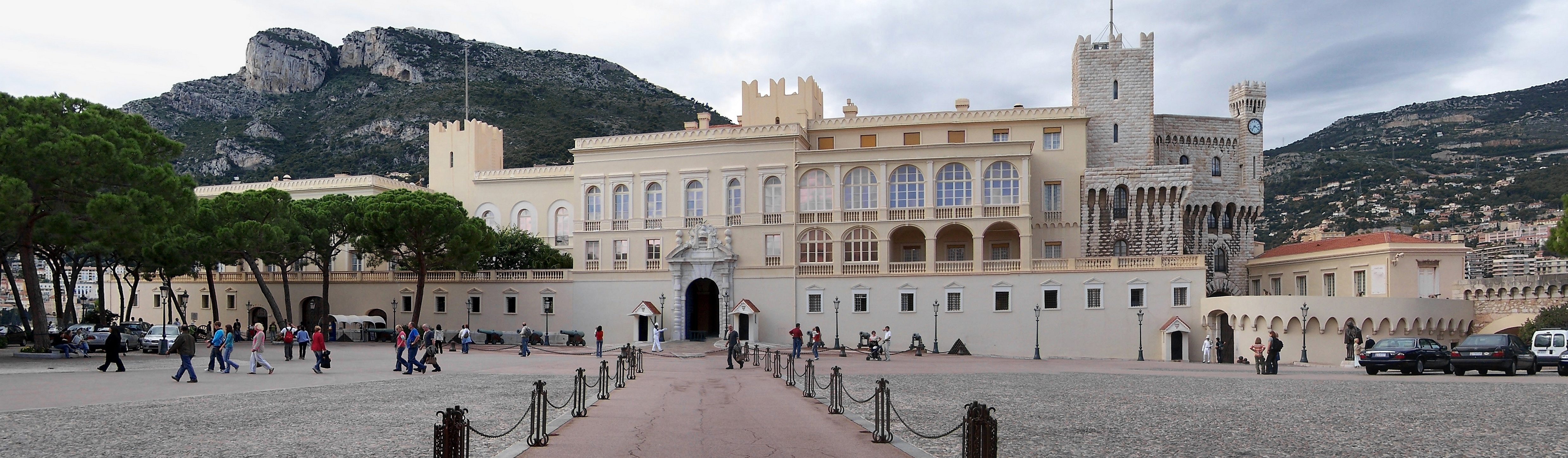
Fürstenpalast von Monaco, 2005

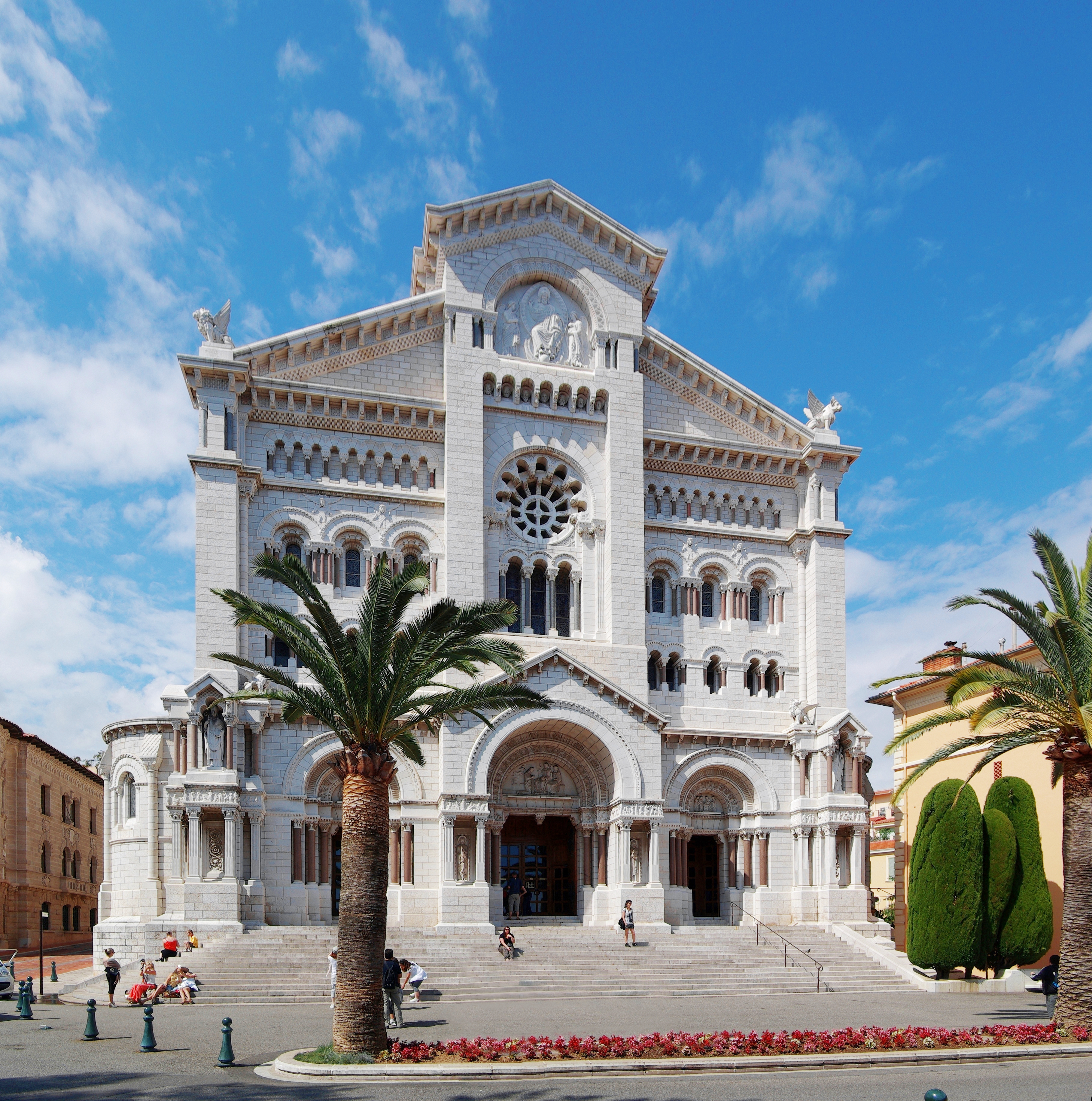
Kathedrale von Monaco, Schauplatz der Hochzeit und letzte Ruhestätte des Fürstenpaares, 2011

Grace Kelly lernte Fürst Rainier III. von Monaco am 6. Mai 1955 am Rande der Filmfestspiele von Cannes kennen. Erschöpft nach sechs Filmen in anderthalb Jahren, war sie nur zögernd einer Einladung der Organisatoren des Festivals gefolgt, um als Repräsentantin der Vereinigten Staaten den Oscar-prämierten Film Ein Mädchen vom Lande zu zeigen. Anlässlich des Besuches organisierte die französische Zeitschrift Paris Match unter der Federführung des Filmredakteurs Pierre Galante, Ehemann der ebenfalls in Cannes anwesenden Schauspielerin Olivia de Havilland, ein Zusammentreffen zwischen dem Fürsten und dem Hollywoodstar im Fürstenpalast in Monaco als Titelstory. Die erste Begegnung fand unter erschwerten Bedingungen statt: Ein landesweiter Stromausfall nach einem Streik beeinträchtigte die Vorbereitungen auf den Anlass ebenso wie ein Verkehrsunfall bei der Anfahrt sowie die fast einstündige Verspätung des Fürsten aufgrund anderer Verpflichtungen. Trotzdem entwickelte sich Beobachtern zufolge beim anschließenden von Fotografen begleiteten Rundgang durch den Privatzoo des Fürstenhauses und die Palastgärten eine gegenseitige Sympathie. Nach dem Besuch verkündete Rainier Pläne für eine Reise nach Manhattan zum Wohltätigkeitsball Eine Nacht in Monte Carlo im Januar 1956.
In den folgenden Monaten hielten beide regen Briefkontakt, und Rainier begann, seine Absichten zu konkretisieren. Der Junggeselle reiste am 15. Dezember 1955 nach Beendigung der Dreharbeiten zu Der Schwan nach Philadelphia und machte den Kellys am ersten Weihnachtsfeiertag seine Aufwartung. Drei Tage später folgte der formelle Heiratsantrag nach einem privaten Abendessen im New Yorker Hotel Waldorf Astoria. Etwa zur selben Zeit beendete Kelly die lose Beziehung zum Modeschöpfer Oleg Cassini. Am 5. Januar 1956 wurde die Verlobung mit Fürst Rainier im Rahmen einer Pressekonferenz im Haus der Kellys offiziell bekanntgegeben. Die nach langwierigen Gesprächen ausgehandelte Mitgift der Braut betrug zwei Millionen US-Dollar und wurde jeweils zur Hälfte von Kelly und ihrem Vater aufgebracht.

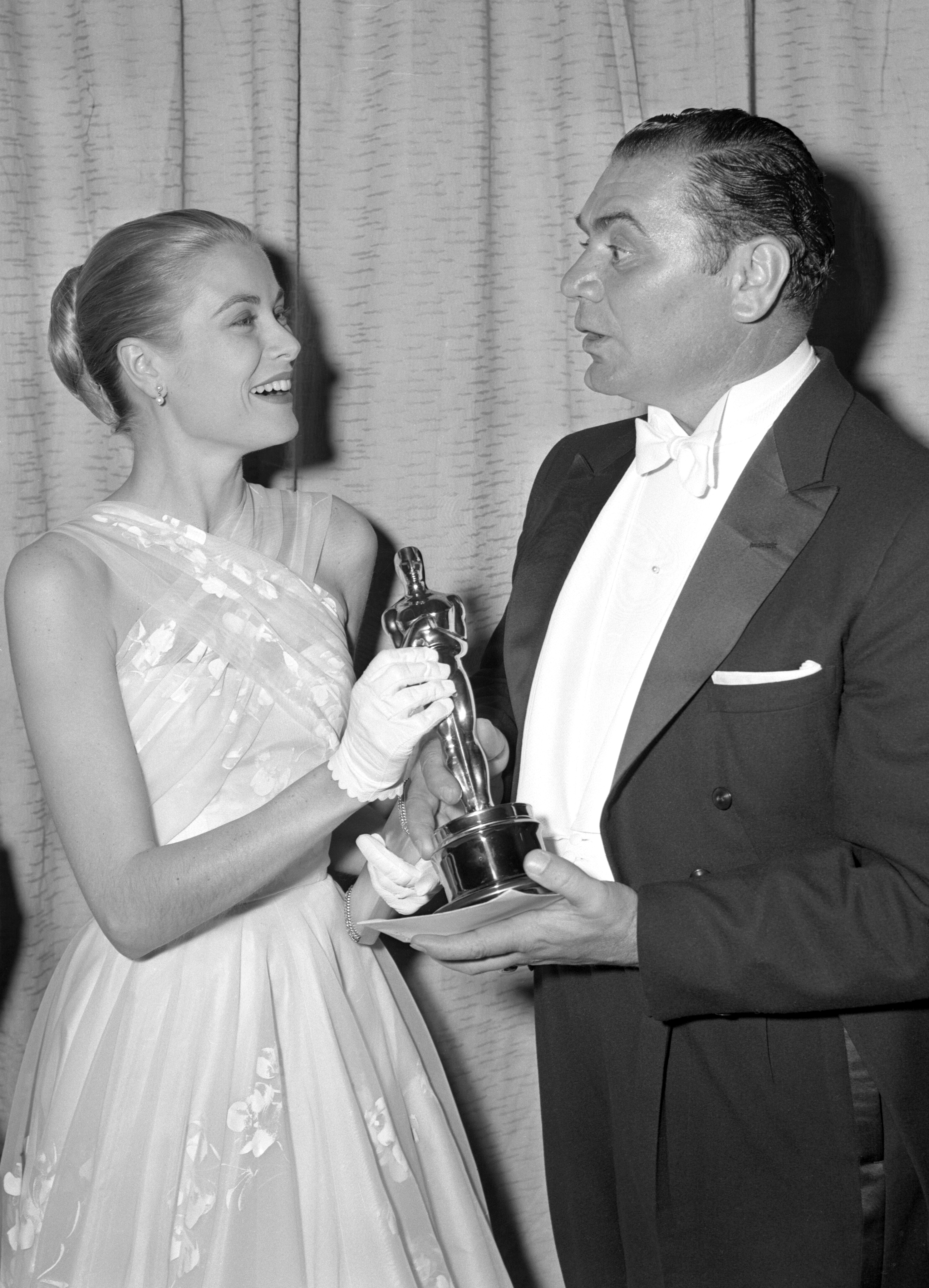
Grace Kelly und Ernest Borgnine bei der Oscarverleihung 1956

Kelly kehrte Mitte Januar 1956 nach Hollywood zurück, um den Musicalfilm Die oberen Zehntausend zu drehen. Bei ihrem letzten öffentlichen Auftritt vor der Abreise aus den Vereinigten Staaten überreichte sie anlässlich der Oscarverleihung am 21. März 1956 Ernest Borgnine die Auszeichnung als bester Hauptdarsteller. Als Gegenleistung dafür, Kelly aus den Verpflichtungen für die geplante Filmkomödie Warum hab’ ich ja gesagt? zu entlassen, erhielt MGM die exklusiven Filmrechte an ihrer Hochzeit. Der Dokumentarfilm The Wedding in Monaco kam kurz nach dem Ereignis in die US-amerikanischen Kinos. Darüber hinaus übernahm das Filmstudio die Kosten für das von der Kostümdesignerin Helen Rose aus Brüsseler Rosalinenspitze gefertigte knapp 8000 US-Dollar teure Hochzeitskleid. Am 4. April 1956 ging Kelly in New York an Bord des Passagierdampfers Constitution. Neben Angehörigen und Freunden begleiteten über 100 Journalisten die künftige Fürstin auf der achttägigen Seereise nach Monaco. Bei der Ankunft wurde Kelly von Rainier auf seiner Yacht Deo Juvante II empfangen und später von etwa 20.000 Einheimischen und Touristen an Land begrüßt.
Am Morgen des 18. April erfolgte die standesamtliche Trauung im Thronsaal des Palastes im Beisein von etwa 100 Gästen, darunter Würdenträger und Repräsentanten aus 25 Ländern. Die gut halbstündige Zeremonie wurde von einem Fernsehteam europaweit übertragen. Nach einem Empfang der 3000 monegassischen Bürger im Ehrenhof des Palastes endeten die Feierlichkeiten am Abend mit einer Gala und einer Ballettvorführung im Opernhaus. Am Vormittag des folgenden Tages wurden Grace und Rainier in der Kathedrale Notre-Dame-Immaculée von Bischof Gilles Barthe getraut. Zu den 600 Gästen gehörten der frühere ägyptische König Faruq, Aga Khan III., Aristoteles Onassis mit Tochter Christina, die US-amerikanischen Schauspielerinnen Gloria Swanson und Ava Gardner sowie der britische Schauspieler David Niven. Sowohl der europäische Hochadel als auch hochrangige Politiker blieben der Veranstaltung fern.
Mehr als 30 Millionen Fernsehzuschauer in neun Ländern verfolgten, wie aus der amerikanischen Filmschauspielerin Grace Kelly die Fürstin Gracia Patricia von Monaco wurde. Noch am selben Tag brach das frisch vermählte Paar zu einer siebenwöchigen Hochzeitsreise im Mittelmeer an Bord der fürstlichen Yacht auf.

### Fürstin von Monaco

#### Familienglück und Krisen

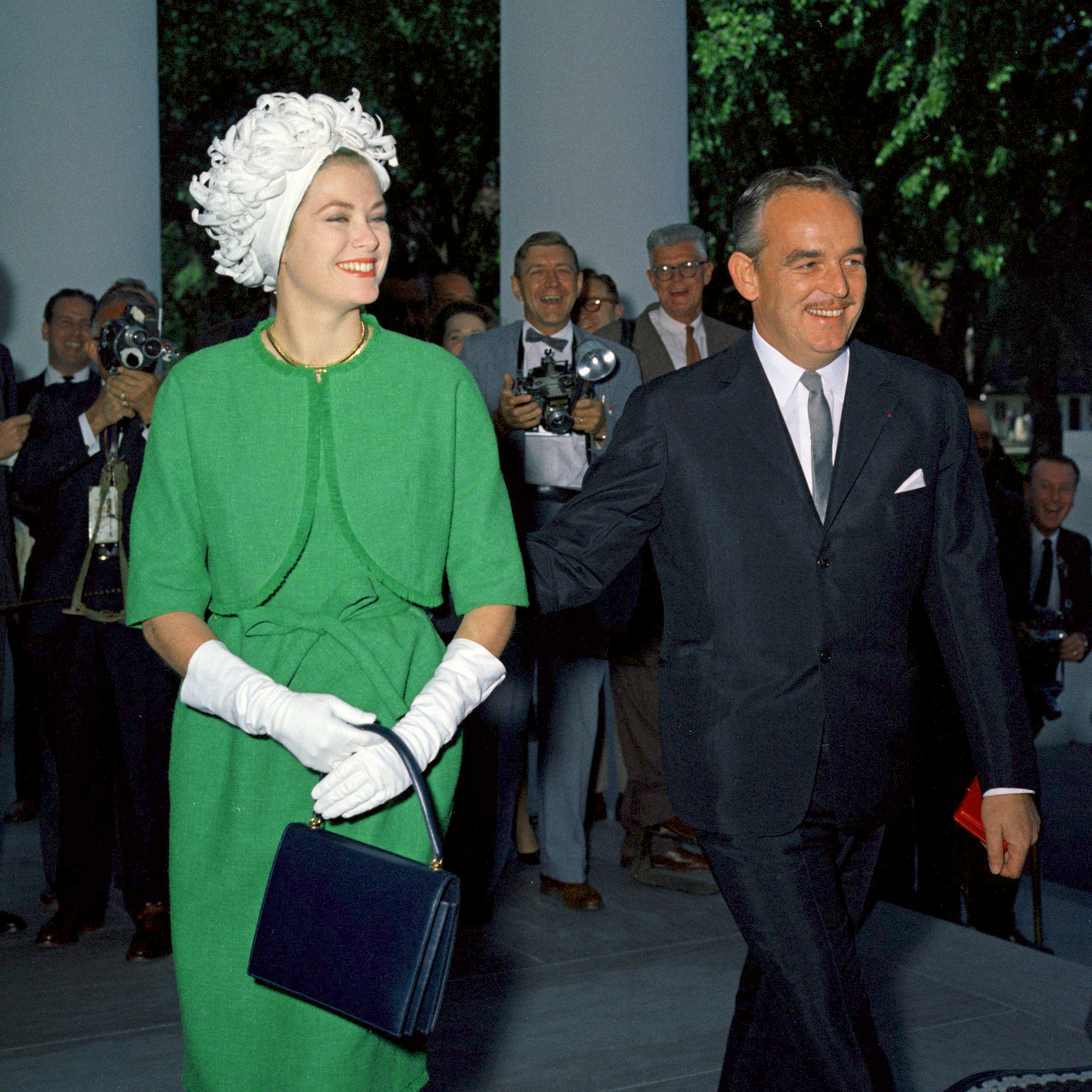
Das Fürstenpaar im Weißen Haus in Washington, D.C., 1961

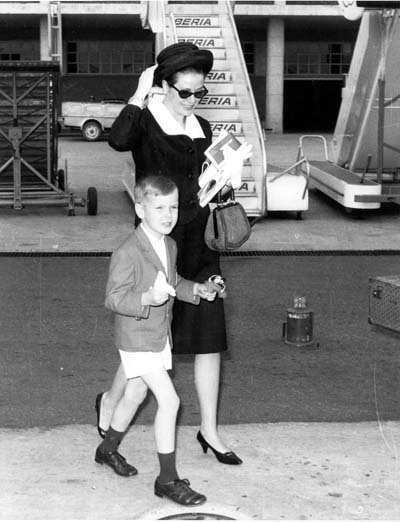
Gracia Patricia mit Sohn Albert am Flughafen Madrid-Barajas, 1964

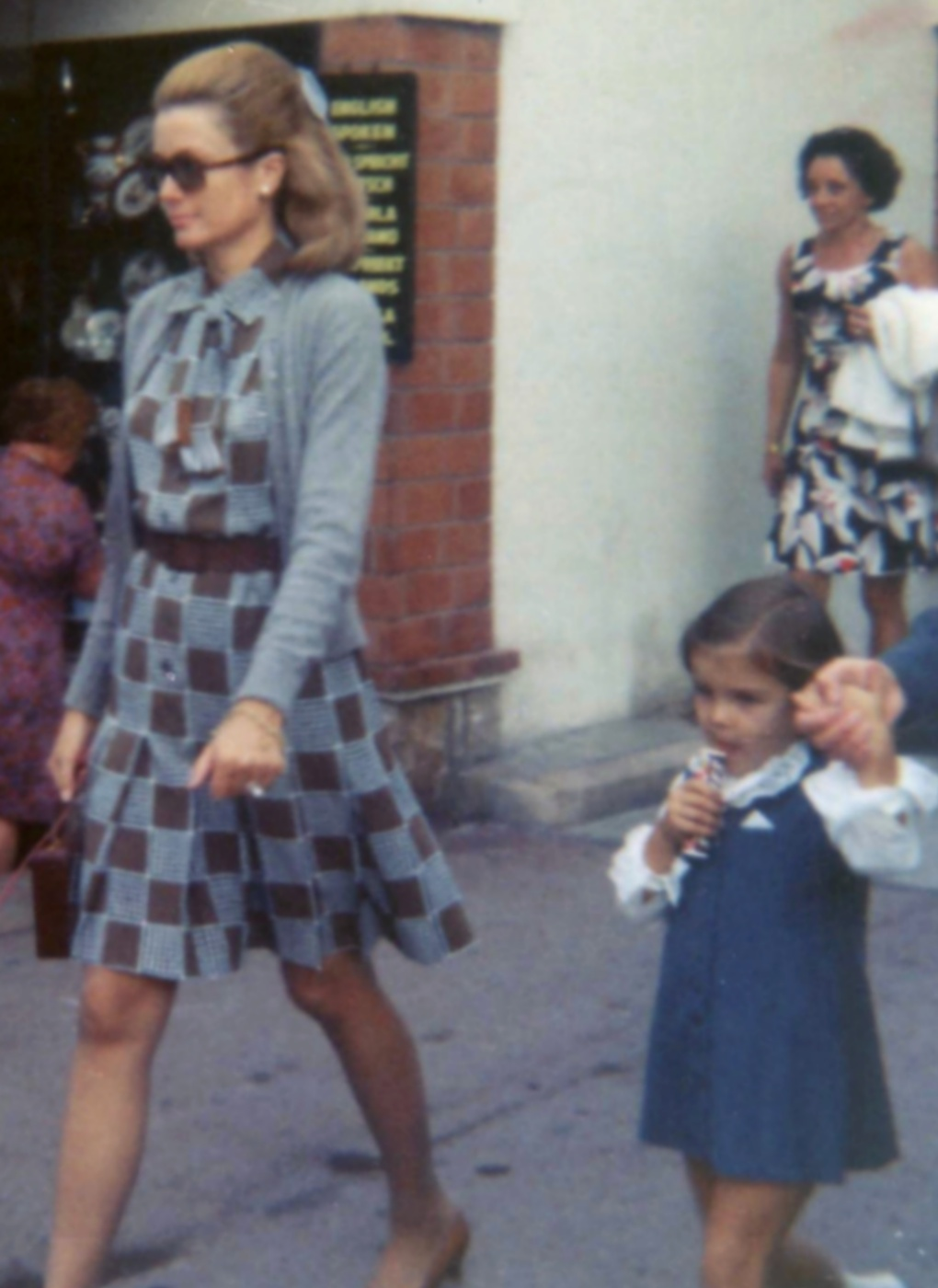
Gracia Patricia mit Tochter Stéphanie in Monaco, 1969

Am 23. Januar 1957 brachte Fürstin Gracia Patricia ihre Tochter Caroline Louise Marguerite zur Welt. Gemäß bilateralem Vertrag mit Frankreich aus dem Jahr 1918 über das Protektoratsverhältnis beider Staaten blieb die Souveränität Monacos durch die Sicherung der Erbfolge garantiert. Fünf Monate später wurde die Fürstin erneut schwanger und gebar am 14. März 1958 den Sohn Albert Alexandre Louis Pierre, der seine Schwester als Thronerbin verdrängte. Dem Gesetz Monacos zufolge hatte nur bis zur Geburt eines männlichen Nachkommen das älteste Kind das Recht, die Nachfolge des regierenden Fürsten anzutreten. Gracia Patricia nahm die Erziehung ihrer Kinder weitgehend selbst in die Hand und richtete nach dem Vorbild der US-amerikanischen Präsidentengattin Jacqueline Kennedy einen Kindergarten im Palast ein. Während Caroline in ihrer Sprunghaftigkeit und Willensstärke überwiegend Charaktermerkmale ihres Vaters geerbt hatte, legte Albert wie seine Mutter Ruhe und Zielstrebigkeit an den Tag. Schon die frühen Kindheitsjahre des zukünftigen Thronfolgers waren geprägt von der Perspektive, einst den Platz des Vaters einzunehmen.
Trotz der Geburt des Thronerben gestaltete sich Kellys Leben bei Hof zunächst schwierig. Die ungewohnte Rolle einer Ehefrau und Mutter und die Beendigung der Filmkarriere bewirkte einen Orientierungsverlust, der auch durch Aufgaben wie die Modernisierung des Krankenhauses, des Altersheims und der Palasträume sowie des Feriendomizils der Grimaldis, Roc Agel, nicht kompensiert wurde. Zudem kam Kelly mit der höfischen Etikette und der Autorität des fürstlichen Ehemanns anfangs nicht zurecht. Rainier war aufgrund seiner Rolle als Monarch nicht an Kompromisse gewöhnt und erwies sich bei Meinungsverschiedenheiten als unnachgiebig. Da Gracia Patricia nur schlecht Französisch sprach, blieb sie bei offiziellen Veranstaltungen wie Audienzen und Empfängen stets im Hintergrund. Beobachter deuteten ihre Zurückhaltung als Hochmut oder Schroffheit.
Hinzu kamen finanzielle und politische Probleme, die das Fürstentum seit Anfang der 1950er Jahre in seiner Existenz bedrohten. Die wichtigen Einnahmen aus der Spielbank gingen wegen der Konkurrenz von Casinos an der französischen Riviera zurück. Konflikte mit dem monegassischen Nationalrat sowie dem Reeder Aristoteles Onassis sorgten für Verunsicherung. Der griechische Geschäftsmann erwarb 1955 durch Aktienkäufe eine Mehrheitsbeteiligung an der Société des bains de mer (SBM), dem staatlichen Hotel- und Casinokonzern, und rettete später die größte Bank des Landes vor dem Konkurs. Mit der Kontrolle über die einflussreiche SBM leitete Onassis zwar einen erneuten wirtschaftlichen Aufschwung Monacos ein, auf der anderen Seite stritt er jedoch oft mit dem Fürsten, der den eigenen Machtverlust fürchtete, um strategisch wichtige Entscheidungen. Erst 1966 gelang es Rainier durch eine Kapitalaufstockung der SBM, Onassis’ Einfluss zurückzudrängen und die Zukunft Monacos nach seinen Wünschen gestalten zu können. Zuvor hatte er Onassis gedroht, dessen Besitz zu verstaatlichen. Dennoch sorgte der Umfang der Erneuerungsprogramme zuweilen bei seiner Frau für Unmut, die den raschen Wandel des Fürstentums, insbesondere die rege Bautätigkeit, unter ästhetischen Gesichtspunkten mit Argwohn verfolgte.
Im Sommer 1960 erkrankte John B. Kelly an einem Magenkarzinom und starb. Der Tod des Vaters und zwei Fehlgeburten ließen Gracia Patricia in Depressionen verfallen, die Rainier dazu bewogen, ihr vorübergehend die Rückkehr ins Filmgeschäft zu erlauben. Nachdem sie vier Jahre zuvor in der Produktion Glück und Liebe in Monaco unter der Regie von Hermann Leitner einen Gastauftritt hatte, plante Alfred Hitchcock für den Sommer 1962 ein Filmprojekt mit dem Titel Marnie. Das Drehbuch über eine Kleptomanin, deren krankhaftes Handeln von der Angst vor Intimität begleitet ist und auf prägende Erlebnisse in ihrer Kindheit zurückgeführt wird, galt jedoch als heikel. Die offizielle Ankündigung des Comebacks der Fürstin als Schauspielerin provozierte Kritik bei der lokalen Presse. Auch nachträgliche Klarstellungen änderten nichts daran, dass das monegassische Volk der Ansicht war, Schauspielerei vertrage sich nicht mit den Aufgaben der Landesmutter. Unter dem Druck der öffentlichen Meinung gab Gracia Patricia ihre Pläne, auf die Leinwand zurückzukehren, endgültig auf.

“Dear Hitch, It was heartbreaking for me to have to leave the picture. I was so excited about doing it and particularly about working with you again. When we meet I would like to explain to you myself all of the reasons which is difficult to do by letter or through a third party. It is unfortunate that it had to happen this way and I am deeply sorry. Thank you dear Hitch for being so understanding and helpful I hate disappointing you. I also hate the fact that there are probably many other ‘cattle’ who could play the part equally as well. Despite that I hope to remain one of your ‘sacred cows’.”

„Lieber Hitch, es zerreißt mir das Herz, das Filmprojekt aufgeben zu müssen. Ich hatte mich sehr auf die Mitwirkung und insbesondere auf die erneute Zusammenarbeit mit Dir gefreut. Beim nächsten Treffen werde ich Dir persönlich die vielen Beweggründe erklären, was in einem Brief oder über Dritte schwierig ist. Schade, dass es so kommen musste, ich bedauere es sehr. Lieber Hitch, danke für Dein Verständnis und Deine Unterstützung, ich enttäusche Dich nur ungern. Außerdem ist mir die Tatsache zuwider, dass viele andere ‚Rindviecher‘ die Rolle vermutlich ebenso gut spielen können. Trotzdem hoffe ich, eine Deiner ‚heiligen Kühe‘ zu bleiben.“

Rainier war zur selben Zeit mit einer neuen Krise, einem Steuerstreit mit Frankreich, konfrontiert. Zahlreiche französische Unternehmen hatten ihren Hauptsitz in die Steueroase Monaco verlegt. Staatspräsident Charles de Gaulle forderte ultimativ die Einführung von Einkommens- und Körperschaftssteuern und stationierte französische Zöllner an den Landesgrenzen Monacos, um diese zu blockieren, sollte das Fürstentum seiner Forderung nicht nachgeben. Da Monaco wirtschaftlich vom Tourismus und versorgungstechnisch von Frankreich abhängig ist, sah sich der Fürst zum Einlenken gezwungen und änderte die Steuergesetzgebung.

#### Anerkennung als Landesmutter

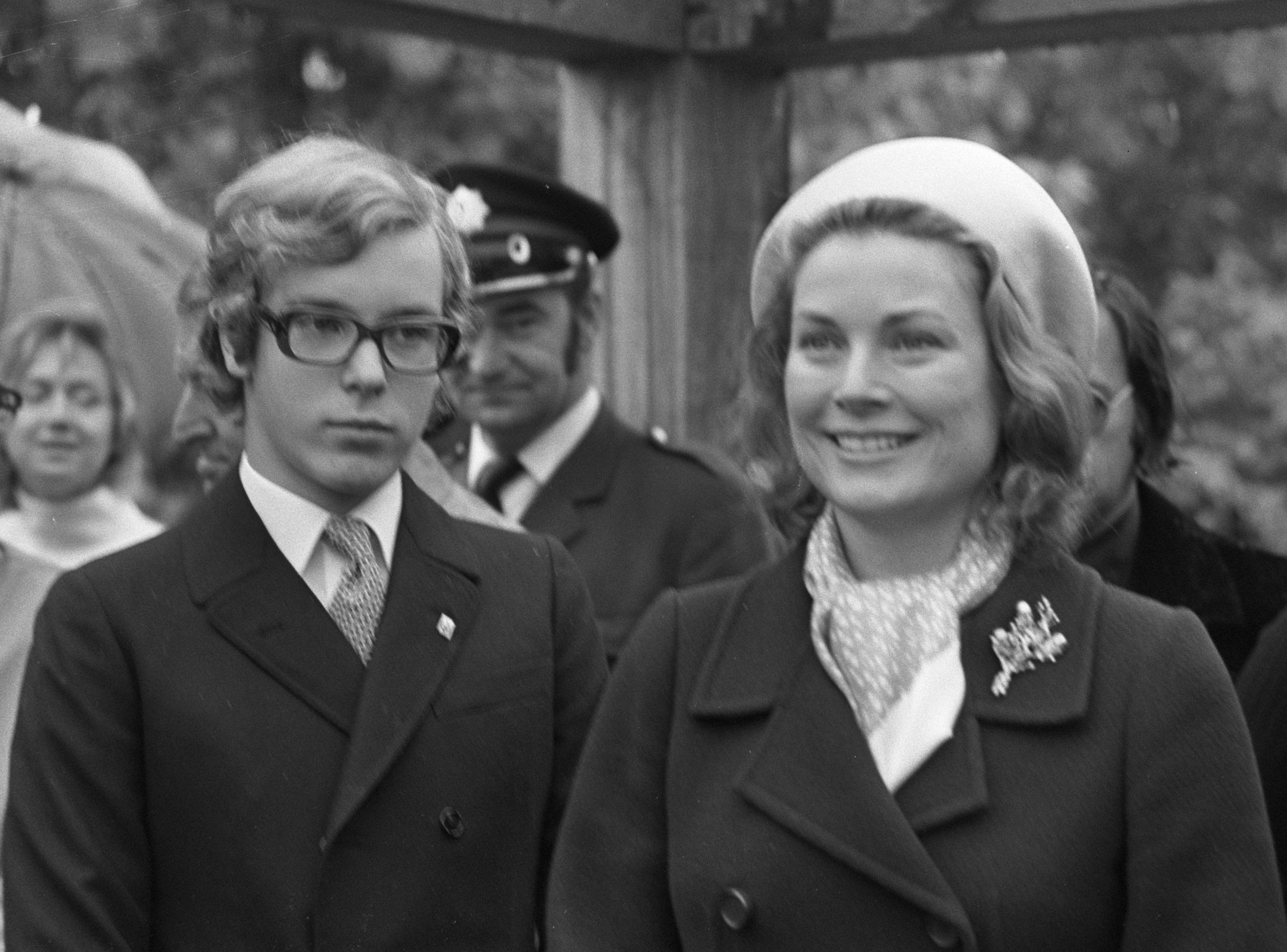
Gracia Patricia mit Sohn Albert auf der Floriade in Amsterdam-Zuid, 1972

“I don’t look for happiness. So perhaps I am very content in life, in a way. […] I suppose being at peace with yourself. Not anxiously seeking for something, not being frantic about not having something. […] But I argue with myself all the time, so I guess I’m not really at peace.”

„Ich suche nicht nach Glück. Also bin ich auf gewisse Weise vielleicht sehr zufrieden im Leben. […] Ich nehme an, mit sich im Frieden zu sein, nicht mit aller Macht etwas zu begehren und nicht zu verzweifeln, weil man etwas nicht erreicht hat. […] Ich liege im Dauerstreit mit mir selbst, also bin ich wohl nicht im Frieden mit mir.“

Mitte der 1960er Jahre begann sich Gracia Patricia mit ihren von den Aufgaben einer Fürstin bestimmten Lebensumständen abzufinden. Um 1963 beherrschte sie die französische Sprache fließend und gewann Sicherheit im Umgang mit Untertanen und Bediensteten. Auch an das Hofzeremoniell und die südländische Mentalität der Monegassen hatte sie sich gewöhnt. Ihre Ausstrahlung erreichte zwar kein großes Kinopublikum mehr, hatte aber für die wirtschaftliche Entwicklung des Fürstentums eine wichtige Bedeutung. Da Monaco nicht über Bodenschätze, eine bedeutende Industrie oder einen großen Handelshafen verfügte, musste seine Attraktivität für Touristen und Investoren auf andere Art hergestellt werden. Durch die Präsenz der berühmten Fürstin hatte das unter den schwierigen wirtschaftlichen Bedingungen der Nachkriegszeit leidende Land einen hohen Bekanntheitsgrad erreicht. Menschen aus aller Welt verbrachten dort ihren Urlaub, Banken- und Immobiliengeschäfte trugen ihren Teil zu einem sprunghaften Anstieg der Einkünfte des Fürstentums bei. Ende der 1960er Jahre hatte sich das Fremdenverkehrsaufkommen von jährlich etwa 77.000 Besuchern in der Zeit vor der Hochzeit auf nahezu 800.000 Besucher verzehnfacht. Die Abhängigkeit von Einnahmen aus dem Glücksspiel war unterdessen auf weniger als vier Prozent (gegenüber 95 Prozent im Jahr 1954) gesunken. Die Freundschaften Gracia Patricias zu früheren Kollegen aus dem Showbusiness taten ihr Übriges; Filmstars kamen nach Monte-Carlo und zogen den internationalen Jetset, die Reichen und Berühmten aus aller Welt, nach Monaco. Den Höhepunkt des gesellschaftlichen Lebens in Monaco bildete der jährlich stattfindende Rotkreuz-Ball, der der Organisation im Laufe der Jahre viele Spendengelder einbrachte.

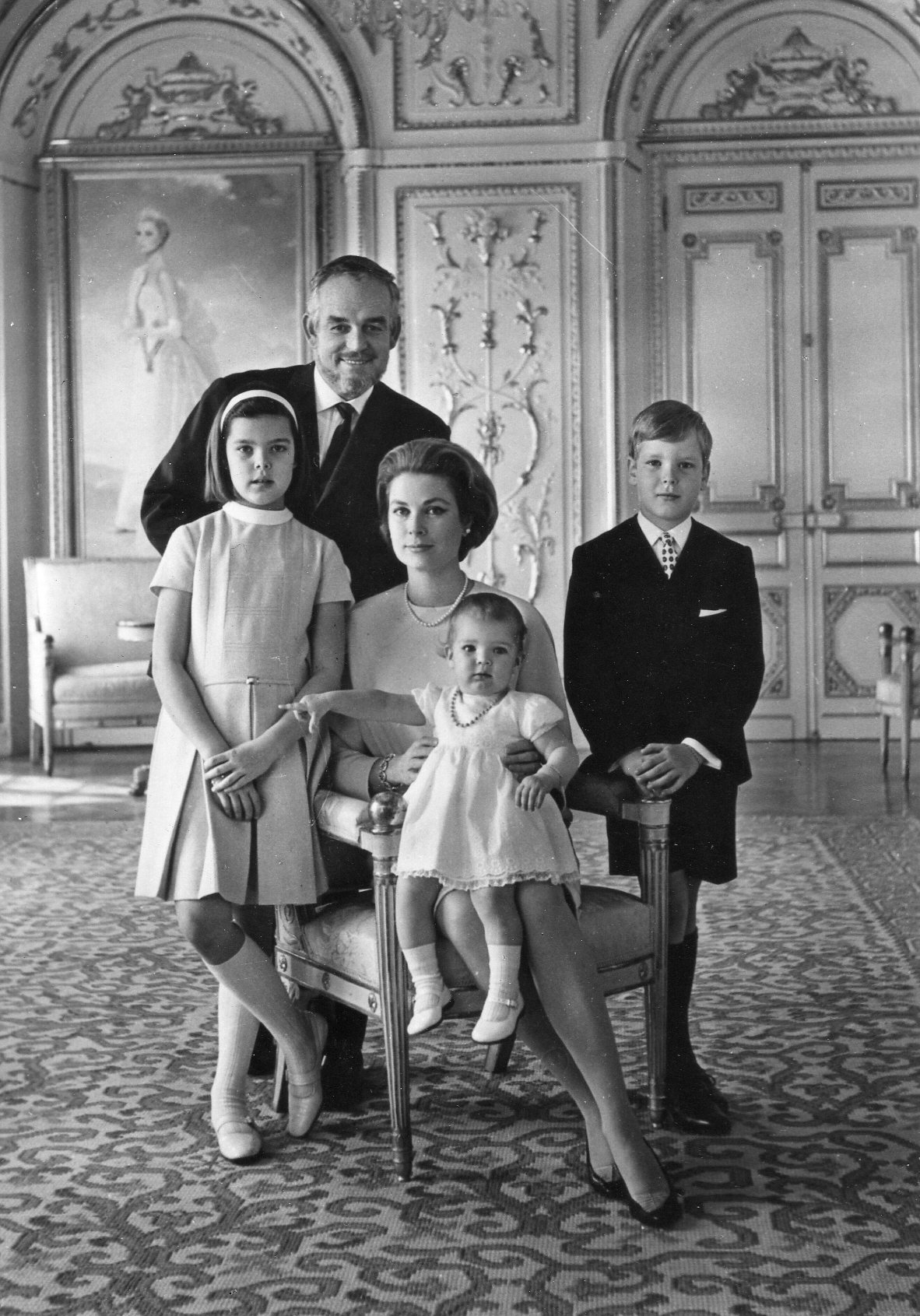
Das Fürstenpaar mit seinen drei Kindern Caroline, Stéphanie und Albert, 1966

Am 1. Februar 1965 kam das dritte Kind, Stéphanie Marie Elisabeth, zur Welt. Die Geburt half der Fürstin über vergangene und kommende Krisen hinweg. Von den drei Kindern war Stéphanie mit ihrem Eigensinn aus erzieherischer Sicht die größte Herausforderung. Gracia Patricia bekannte später, dass ihre Nachsichtigkeit dem rebellischen Wesen des jüngsten Kindes Vorschub geleistet habe. 1967 sorgte die dritte Fehlgeburt während des Besuches der Weltausstellung in Montreal für einen erneuten Schicksalsschlag, nachdem im November 1964 Rainiers Vater, Pierre de Polignac, gestorben war.
Das Fürstenpaar feierte am 8. Mai 1974 den 25. Jahrestag des Herrschaftsantritts Rainiers. Das silberne Thronjubiläum galt als Wendepunkt im Verhältnis der Monegassen zu ihrer Fürstin. Gracia Patricia, die kurz zuvor ihre US-amerikanische Staatsbürgerschaft aufgegeben hatte, trug erstmals die Nationaltracht und wirkte zugänglicher als bei früheren Anlässen. Durch zahlreiche Wohltätigkeitsveranstaltungen zum Wohle Monacos hatte sie das Volk während der vergangenen Jahre für sich eingenommen. Bei ihrer humanitären Arbeit orientierte sie sich auch an der britischen Königsfamilie. Sie rief unter anderem Gesundheitsvorsorgeprogramme sowie einen Freiwilligendienst zur Betreuung der Senioren im Altersheim ins Leben und intensivierte ihre Arbeit als Präsidentin des monegassischen Roten Kreuzes, dem sie seit 1958 vorstand. Ferner legte sie mit der Gründung eines Symphonieorchesters und einer Ballettschule den Grundstein für die Aufwertung Monacos als Standort kulturellen Schaffens.
1966 feierte Monte-Carlo mit einer Aufführung des Balletts Romeo und Julia mit den Tänzern Rudolf Nurejew und Margot Fonteyn sein hundertjähriges Bestehen. Am 16. November 1970 sprach Gracia Patricia die einführenden Worte bei einem Benefizkonzert von Frank Sinatra in der Londoner Royal Festival Hall. Mit Josephine Baker verband sie eine langjährige Freundschaft.
Der US-amerikanisch-französischen Tänzerin, Sängerin und Schauspielerin wurde 1969 nach dem Verlust ihres Vermögens mit Unterstützung des Fürstenpaares ein neues Zuhause an der französischen Riviera vermittelt und die Rückkehr auf die Bühne durch die Einrichtung eines Fonds ermöglicht. Baker fand im April 1975 auf dem Cimetière de Monaco, dem Friedhof Monacos, ihre letzte Ruhestätte.
Im Spätsommer 1974 zog Prinzessin Caroline in eine Wohnung in Paris, um in einer Privatschule das französische Abitur abzulegen und danach wie ihr Vater das Studium an der École libre des sciences politiques aufzunehmen. Aus Sorge vor der Berichterstattung der Paparazzi, die die junge Frau auf Schritt und Tritt verfolgten, zog Gracia Patricia im Herbst 1974 mit Tochter Stéphanie zu Caroline in die Wohnung an der Avenue Foch. So wurde die französische Hauptstadt auf viele Jahre zum Zweitwohnsitz der Fürstin, da auch Stéphanie später in Paris zur Schule ging. Nach Carolines Rückkehr nach Monaco lernte diese im Sommer 1976 den als Playboy bekannten Finanzmakler Philippe Junot kennen und verliebte sich in ihn. Wegen seiner zweifelhaften Herkunft beriet das Fürstenpaar eine Zeit lang über ein offizielles Hochzeitsverbot. Gleichwohl heiratete Caroline am 28. Juni 1978 den 17 Jahre älteren Mann. Bereits zwei Jahre danach wurde die Ehe geschieden und 1992 von der römisch-katholischen Kirche annulliert. Die Fürstin räumte später ein, dass die Einschränkung des Freiheitsdranges ihrer Tochter und die stete Aufsicht der Mutter Carolines kapriziöses Verhalten noch beflügelt hätten.
Am 29. Juli 1981 war Gracia Patricia zur Hochzeit des britischen Thronfolgers Charles mit Diana Spencer eingeladen und führte die königliche Prozession ausgehend vom Buckingham Palace an. Rainier musste wegen Krankheit absagen und wurde von Prinz Albert vertreten. Die Fürstin hatte Spencer vier Monate zuvor bei einer Gala in London kennengelernt.
Am 31. März 1982 wurde Gracia Patricia am Annenberg-Institut für Kommunikationswissenschaften der University of Pennsylvania in Anwesenheit früherer Kollegen, darunter James Stewart und Stewart Granger, für ihre schauspielerischen Leistungen geehrt.
Anfang der 1980er Jahre hatte sie zunehmend mit gesundheitlichen Problemen zu kämpfen. Wegen Beschwerden in den Wechseljahren nahm sie hochdosierte Hormone ein und legte an Gewicht zu. Die äußerlichen Veränderungen wurden von einigen Biographen auf übermäßigen Alkoholkonsum zurückgeführt, obgleich dazu kaum verbürgte Aussagen von Personen aus Gracia Patricias Umfeld vorliegen. Im August 1982 kamen eine Bronchitis und Migräneanfälle nach einer Norwegen-Kreuzfahrt hinzu.

#### Künstlerisches Wirken

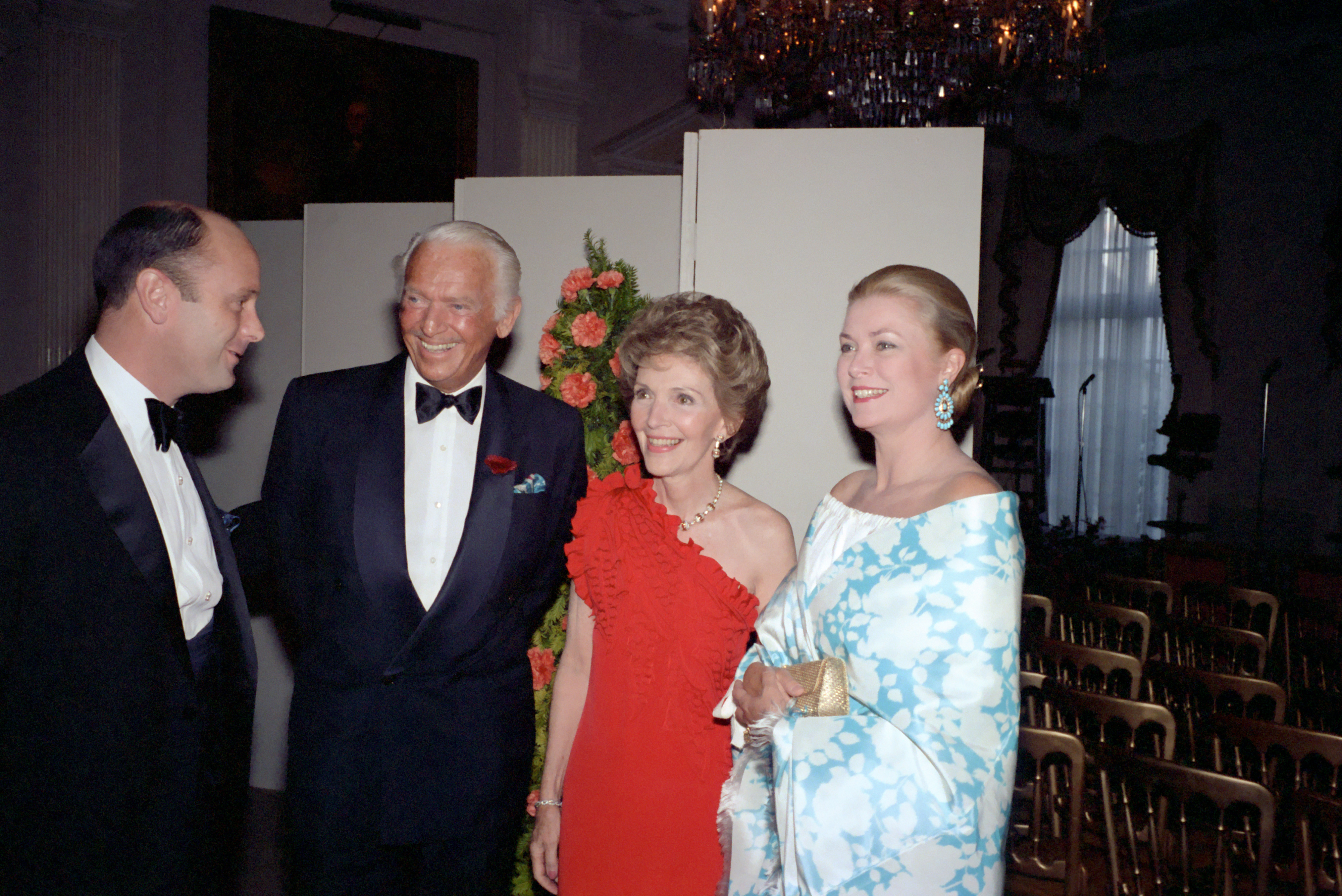
Im Winfield House, Douglas Fairbanks, Nancy Reagan und Prinzessin Grace, 1981

1976 unterbreitete Jay Kanter, Kellys früherer Agent und damaliger Leiter der Studio- und Produktionsabteilung, der Fürstin das Angebot, einen vakanten Posten im Vorstand des US-amerikanischen Filmstudios 20th Century Fox zu übernehmen. Als erste Frau im Führungsgremium reiste sie fortan mehrmals im Jahr nach New York und Los Angeles und kümmerte sie sich unter anderem um Aktionärsangelegenheiten sowie Budgetgenehmigungen. Nach fünf Jahren endete ihr Mandat mit dem partiellen Verkauf des Studios an das von Rupert Murdoch kontrollierte Medienunternehmen News Corp. Kanter versuchte 1976 ebenfalls, Gracia Patricia zu einem Comeback im Filmdrama Am Wendepunkt von Herbert Ross zu überreden. Sie sollte die Rolle der Deedee Rodgers verkörpern, einer ehemaligen Balletttänzerin, die ihre Karriere zugunsten ihres Privatlebens aufgegeben hat und mit dem Schicksal hadert. Trotz oder wegen offensichtlicher Parallelen zu ihrer eigenen Biographie zeigte sich die Fürstin interessiert. Sechs Jahre zuvor hatte sie die Mitwirkung an dem Historienfilm Nikolaus und Alexandra abgelehnt, weil ihr das Drehbuch nicht zusagte. Andere Vorhaben zerschlugen sich bereits in der Frühphase aus unterschiedlichen Gründen oder waren wie die Minirolle im 1966 erschienenen Antidrogenfilm Mohn ist auch eine Blume wenig bedeutsam. Das neue Projekt scheiterte diesmal nicht nur an den Einwänden Rainiers, sondern auch an der persönlichen Einsicht, den familiären Sorgen insbesondere um das Privatleben ihrer Tochter Caroline volle Aufmerksamkeit schenken zu müssen. Shirley MacLaine spielte später die Rolle der Deedee Rodgers.
Nach den Enttäuschungen beim Versuch, zu ihren schauspielerischen Wurzeln zurückzukehren, bot sich der Fürstin im selben Jahr eine weitere Gelegenheit, sich künstlerisch zu betätigen. Auf Vermittlung ihrer Freundin und späteren Biographin Gwen Robyns nahm Gracia Patricia ein Engagement beim Edinburgh Festival anlässlich der Zweihundertjahrfeier der Vereinigten Staaten an. Im September 1976 hielt sie zusammen mit den Schauspielern Richard Kiley und Richard Pasco vier Lyriklesungen vor etwa 200 Zuschauern und gewann für die Rezitation des Werkes Wild Peaches der US-amerikanischen Dichterin Elinor Wylie eine Auszeichnung der BBC. 1977 trat sie im Geburtsort William Shakespeares in der Holy Trinity Church mit Szenen aus der Komödie Was ihr wollt und einer Auswahl von Shakespeares Sonetten auf. In den Folgejahren setzte sie die Aufführungsreihe mit wechselndem Programm auf weiteren Festivals in Europa und den Vereinigten Staaten fort, darunter 1978 im St James’s Palace vor Elizabeth Bowes-Lyon, der britischen Königinmutter, und 1980 im Vienna’s English Theatre in Wien.
Ende der 1970er Jahre entdeckte Gracia Patricia eine neue Passion und begann mit der Anfertigung von Collagen aus getrockneten und gepressten Blumen. Ihre Arrangements wurden im selben Jahr in der Pariser Galerie Drouant ausgestellt und dienten 1978 als Musterserie für Bettbezüge eines US-amerikanischen Textilherstellers. Obwohl die Fürstin das Honorar ihrer Stiftung überließ, kritisierten Zeitungen wie The Village Voice die kommerzielle Vermarktung und bezeichneten Blumenpressen als „die deprimierendste Kunstform, die das Menschengeschlecht je erfunden hat“. 1980 veröffentlichte sie zusammen mit Gwen Robyns eine My Book of Flowers genannte Sammlung ihrer Kreationen und warb auf einer anschließenden Werbetour durch die Vereinigten Staaten für das Buch.
1976 lernte die Fürstin den österreichischen Regisseur Robert Dornhelm kennen, der einen Dokumentarfilm mit dem Titel The Children of Theatre Street über die Waganowa-Ballettakademie in Leningrad gedreht hatte. Dornhelm suchte eine bekannte Persönlichkeit als Erzähler und fand in Gracia Patricia nicht zuletzt wegen der langjährigen Kooperation zwischen der monegassischen und der russischen Ballettschule die ideale Besetzung.
Der Film erhielt gute Kritiken und im Jahr darauf eine Oscar-Nominierung für den besten Dokumentarfilm, war kommerziell aber mäßig erfolgreich. Dornhelm und die Fürstin blieben danach freundschaftlich verbunden und arbeiteten an weiteren Projekten. 1981 sollte der jährlich im Mai stattfindende Blumenbindewettbewerb in Monaco als Rahmen für eine Filmkomödie und Grundstein für die Fortsetzung der Filmkarriere Gracia Patricias genutzt werden. Die französische Romanautorin Jacqueline Monsigny erdachte eine Handlung, bei der ein von Edward Meeks gespielter Astrophysiker durch eine Reihe von Missverständnissen eine wissenschaftliche Konferenz verpasst und stattdessen beim Blumenbindewettbewerb landet. Der 33-minütige Kurzfilm Rearranged wurde einem ausgewählten Personenkreis in einer Rohfassung gezeigt, kam jedoch nie ins Kino. Bevor das Werk im Jahr darauf um zusätzliche Szenen auf eine Länge von einer Stunde erweitert werden konnte, verunglückte die Fürstin und starb. Damit scheiterte auch Dornhelms Verfilmung des Romans A Search for the King von Gore Vidal von 1950, in der Gracia Patricia die Hauptrolle spielen sollte. Das Filmnegativ von Rearranged wurde auf Betreiben Rainiers unter Verschluss genommen und eingelagert. Erst im Jahr 2007 wurde das englischsprachige Fragment von den Archives Audiovisuelles de Monaco restauriert, mit französischen Untertiteln versehen und einmal im Garden Club von Monaco vorgeführt. Kurze Auszüge waren auch in der 2010 ausgestrahlten ARD-Dokumentation Die Grimaldis – Adel verpflichtet zu sehen.

### Unfall und Tod

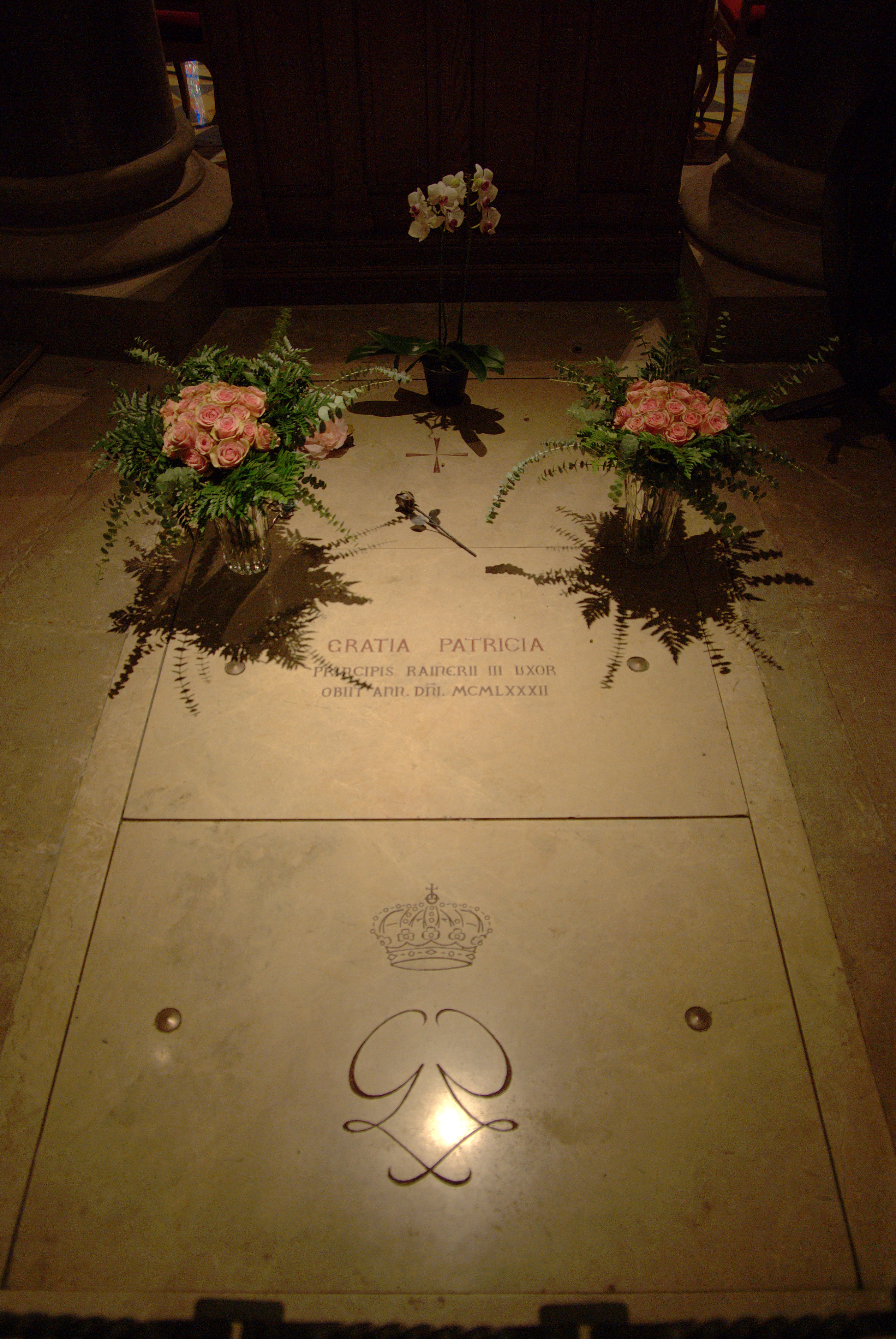
Grab von Gracia Patricia in der Kathedrale von Monaco, Juni 2011

Am Vormittag des 13. September 1982 kamen Gracia Patricia und ihre 17-jährige Tochter Stéphanie bei der Heimfahrt aus der Sommerresidenz Roc Agel mit ihrem zehn Jahre alten Rover 3500 auf der Route de La Turbie am Ortseingang von Cap-d’Ail in einer Haarnadelkurve aus ungeklärten Gründen von der Fahrbahn ab und stürzten 40 Meter in die Tiefe (43° 43′ 35″ N, 7° 24′ 10″ O). In diesem Gebiet war Jahre zuvor die Verfolgungsjagd im Hitchcock-Film Über den Dächern von Nizza gedreht worden, in der Grace Kelly ein saphirblaues Sunbeam-Alpine-Mark-III-Cabriolet gefahren hatte.
Zusammen mit ihrer Tochter wurde die schwerverletzte Fürstin in das Centre Hospitalier Princesse Grace gebracht. Die medizinischen Untersuchungen ergaben zunächst neben Schnittwunden einen Schlüsselbeinbruch, eine Beinfraktur und Quetschungen des Brustkorbs. Stéphanie hatte eine Gehirnerschütterung und einen Wirbelbruch erlitten. Nach einer mehrstündigen Operation fiel die Fürstin ins Koma. Weitere Untersuchungen unter Einsatz eines Computertomographen außerhalb des Krankenhauses offenbarten zwei intrazerebrale Blutungen. Die Ärzte folgerten, dass die kleinere im Bereich des Schläfenlappens von einem leichten Schlaganfall herrührte, der kurz vor dem Unfall eingetreten sein müsse und das Bewusstsein der Fürstin eingeschränkt habe, während die große, inoperable Blutung erst beim Aufprall am Hang entstanden sei.
Am Abend des folgenden Tages erlag Fürstin Gracia Patricia im Alter von 52 Jahren ihren Verletzungen, nachdem die engsten Angehörigen ihr Einverständnis gegeben hatten, die lebenserhaltenden Geräte abzuschalten. Drei Tage lang konnten die Monegassen am offenen Sarg in der Schlosskapelle Abschied von der Fürstin nehmen, bevor sie am 18. September 1982 in Anwesenheit von rund 800 geladenen Gästen, darunter ihre Geschwister, ehemalige Filmkollegen und Vertreter der meisten Adelshäuser in der Kathedrale Notre-Dame-Immaculée beigesetzt wurde. Rund 100 Millionen Zuschauer verfolgten die weltweite Fernsehübertragung der Trauerfeier.
Über den Hergang des tödlichen Unfalls entstanden Spekulationen, unter anderem die oft zitierte Theorie, die seinerzeit noch minderjährige Prinzessin Stéphanie habe am Steuer des Wagens gesessen. Dies wurde von Stéphanie stets bestritten und von Zeugen entkräftet. Die Behauptung stützte sich auf Aussagen von Grundstücksbesitzern und angeblichen Augenzeugen, die sich zum Zeitpunkt des Unglücks in unmittelbarer Nähe aufgehalten hatten und berichtet hatten, Stéphanie sei über die Fahrerseite aus dem Unglückswagen gekrochen. Weitere von der Presse in Umlauf gebrachte Mutmaßungen über die Todesumstände der Fürstin, etwa ein vorausgegangener Streit zwischen Mutter und Tochter, Suizidabsichten der Fürstin, Verstrickungen mit der südfranzösischen Mafia oder Behandlungsfehler der Ärzte blieben ebenfalls unbewiesen.

## Wirkung und Nachwirkung
“I would like to be remembered as trying to do my job well, of being understanding and kind. […] I’d like to be remembered as a decent human being and a caring one.”

„Man möge mich als eine Frau im Gedächtnis behalten, die ihre Aufgabe getreulich zu erfüllen versuchte, die verständnisvoll war und gütig. […] Ich möchte, dass man sich meiner als eines anständigen und fürsorglichen Menschen erinnert.“

### Stiftungen
Fürstin Gracia Patricia war für ihr vielfältiges philanthropisches und karitatives Engagement bekannt. Sie rief eine Reihe von Wohltätigkeitsveranstaltungen ins Leben und war Vorsitzende diverser Organisationen, deren Unterstützung nach ihrem Tod von ihren Kindern fortgeführt wurde.
1958 übernahm sie die Präsidentschaft des monegassischen Roten Kreuzes von Fürst Rainier. Sie entwickelte Vorsorgeprogramme für werdende Mütter und war an den Planungen für den Bau von Kindertagesstätten sowie Waisenhäusern beteiligt. Die jährlich im Sporting Club Monte Carlo stattfindende Gala zog seit 1948 viele Prominente an und sicherte die Ausstattung der Einrichtung mit finanziellen Mitteln.
Im Jahr 1962 setzte sich Fürstin Gracia Patricia für das Frauenwahlrecht in Monaco ein. Ein Jahr später begann sie als eines der Gründungsmitglieder der Association Mondiale des Amis de l’Enfance (AMADE), weltweit humanitäre Hilfsprojekte für Kinder zu fördern. Die politisch unabhängige und von der UNESCO mit Konsultativstatus ausgestattete Non-Profit-Organisation wurde im Laufe der Jahre zu einem internationalen Netzwerk ausgebaut und verfügt gegenwärtig über lokale Vertretungen in Europa, Asien, Südamerika und Afrika. Am 14. Mai 1993 wurde Prinzessin Caroline zur Präsidentin gewählt.
Die Fondation Princesse Grace de Monaco wurde 1964 zunächst mit dem Ziel gegründet, einen Fonds zugunsten heimischer Kunsthandwerker einzurichten, um den Verkauf regionaler Produkte zu ermöglichen. Später dehnte die Stiftung ihre Tätigkeit auf die Sozialfürsorge und kulturelle Aktivitäten aus. Mit der Umbenennung der internationalen Ballettschule in Académie de danse classique Princesse Grace sollte Monte Carlo als eines der führenden Ballettzentren in Europa etabliert werden. 1982 übernahm Prinzessin Caroline den Kuratoriumsvorsitz und setzte den Schwerpunkt auf die Betreuung behinderter Kinder.
1982 wurde die Princess Grace Foundation-USA als Pendant in den Vereinigten Staaten mit Sitz in New York geschaffen. Etwa 500 Künstler aus den Bereichen Theater, Tanz und Film profitierten seitdem von Zuwendungen für Ausbildungen und Partnerschaften in Höhe von etwa fünf Millionen US-Dollar.
Als Ehrenpräsidentin der monegassischen Sektion der La Leche Liga war Fürstin Gracia Patricia Verfechterin der natürlichen Säuglingsernährung durch das Stillen. 1971 referierte sie anlässlich der Vollversammlung in Chicago über die Vorteile für die körperliche und seelische Entwicklung des Kindes. Anfang August 1976 trat sie in Begleitung ihres Ehemannes und ihrer beiden Kinder Caroline und Albert als Rednerin beim 41. Eucharistischen Weltkongress in ihrer Heimatstadt Philadelphia auf und betonte die Bedeutung der christlichen Werte für die Entwicklung der Gesellschaft und die Erziehung der Kinder.

### Mode, Kunst und Musik

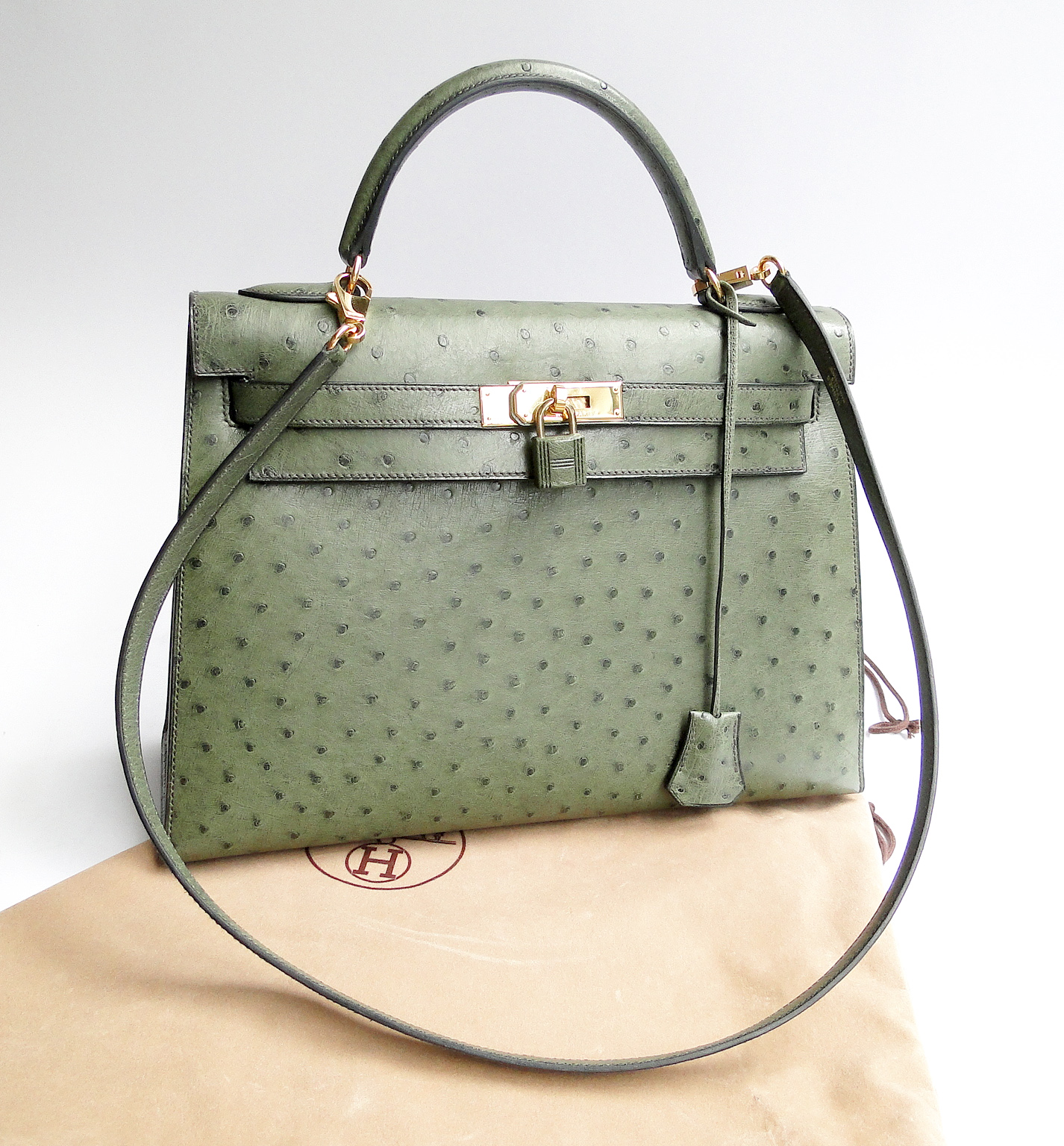
Kelly Bag von Hermès

Zeit ihres Lebens galt Grace Kelly weltweit als Stilikone und modisches Vorbild für die Frauen ihrer Generation. Als Folge der Berichterstattung über den Besuch des Fürstenpaares in den Vereinigten Staaten im Herbst 1956, bei dem die Fürstin versucht haben soll, die Schwangerschaft mit Hilfe ihrer Handtasche vor Fotografen zu verbergen, benannte die französische Lederwarenfirma Hermès das betreffende Modell nach Grace Kelly. Schon während ihrer Filmkarriere und zur Verlobung mit Fürst Rainier trug sie Handtaschen ähnlichen Designs. Die Kelly Bag erschien in ihrer ursprünglichen Form bereits in den 1930er-Jahren unter der französischen Bezeichnung petit sac haut à courroies (deutsch: kleine Tasche mit Trageriemen, auch sac à dépêches pour dames) und wurde zum Handtaschenklassiker. Die Produkte sind gegenwärtig als Standardmodell ab 4000 Euro im Handel erhältlich. Auf Auktionen erzielen Exemplare aus Krokodilleder der frühen 1960er-Jahre Preise zwischen 3000 und 6000 US-Dollar. Namensgeberin war Kelly auch für eine besondere Trageweise eines Kopftuches, wobei die Tuchenden unter dem Kinn verkreuzt und im Nacken verknotet werden. Dies wird noch heute als Kelly Style bezeichnet, da sie die Tücher sowohl in ihren Filmen als auch später in ihrer Rolle als Fürstin häufig in dieser Form trug.

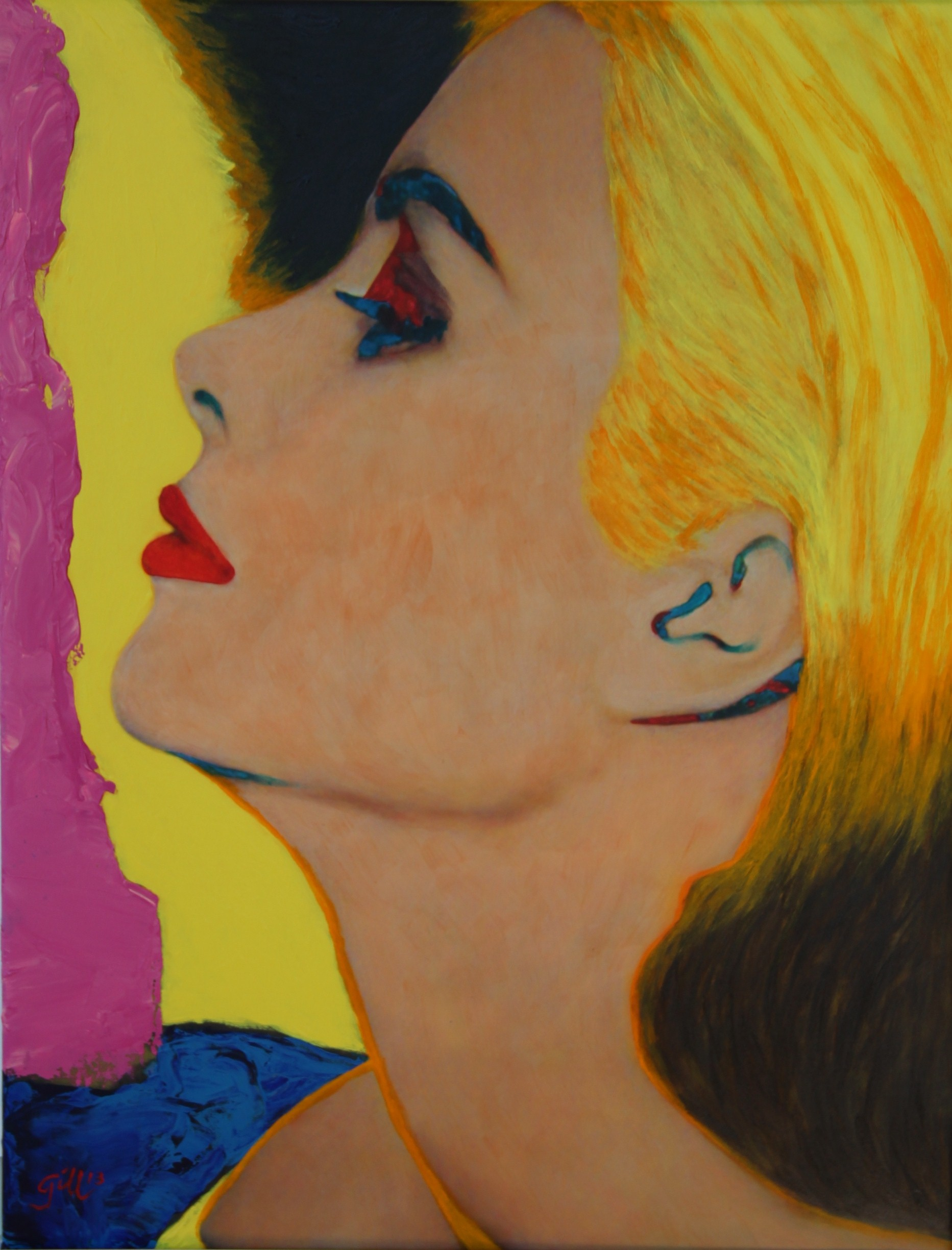
James Gill: Grace Kelly in Sun (2013)

Der US-amerikanische Pop-Art-Künstler Andy Warhol gestaltete im Jahr 1984 ein Porträt von Grace Kelly für das Institute of Contemporary Art in Philadelphia als Siebdruck in limitierter Auflage. Auch bei anderen Pop-Art-Künstlern finden sich verschiedene Darstellungen der früheren Schauspielerin, so etwa bei James Gill ein Porträt als Seitenprofil. Der flämische Maler Peter Engels erstellte anlässlich ihres 80. Geburtstages ein „Vintage Porträt“, das am 9. Mai 2009 von Fürst Albert II. ersteigert wurde. Zu Promotionszwecken nutzte ein französischer Champagnerproduzent ein Bild von Kelly mit schwarzem Abendkleid und -handschuhen hinter einem Schaumweinglas auf einem Werbeplakat von 1988.
Die deutsche Punkrock-Band Die Ärzte veröffentlichte 1983 auf ihrer EP-Single Zu schön, um wahr zu sein! einen Song mit dem Titel Grace Kelly, der von einer fiktiven Affäre mit einem Bandmitglied handelt. Auch andere Künstler wie die US-amerikanischen Rockbanks Piebald (Grace Kelly With Wings, 1999) und Eels (Grace Kelly Blues, 2000) sowie der britische Musiker Mika (Grace Kelly, 2007) setzten Kelly ein musikalisches Denkmal.
Ihr Name wurde zudem in den Popsongs We Didn’t Start the Fire (1989) von Billy Joel und Vogue (1990) von Madonna erwähnt. Prinzessin Stéphanie widmete das Lied Words upon the Wind (1991) vom zweiten Album Winds of Chance ihrer Mutter.
Am 22. Oktober 2009 erhielt Grace Kelly posthum den Rodeo Drive Walk of Style Award. Die 2003 eingeführte Auszeichnung wurde von Fürst Albert entgegengenommen und ehrt Persönlichkeiten für ihre Verdienste um die Welt der Mode und Unterhaltung. Zu den früheren Preisträgern gehören Giorgio Armani, Tom Ford und Valentino Garavani.
Der Schreibwarenhersteller Montblanc legte 2011 die exklusive Schmuck-, Uhren- und Schreibwarenkollektion Princess Grace de Monaco – A tribute to grace and elegance auf. Das Unternehmen unterstützte gleichzeitig die Princess Grace Foundation mit einer Spende von einer Million US-Dollar. Die Vorstellung der Kollektion fand am 8. September 2011 in Anwesenheit des Fürstenpaares und Prinzessin Carolines statt.

### Filmbiografien
Im Januar 2012 übernahm der französische Regisseur Olivier Dahan die Inszenierung des Biopic Grace of Monaco. Das Projekt beschränkt sich inhaltlich auf die Staatskrise im Jahr 1962, die durch einen Steuerstreit zwischen dem Fürstentum und Frankreich ausgelöst wurde. Die US-amerikanisch-australische Schauspielerin Nicole Kidman und der britische Darsteller Tim Roth übernahmen die beiden Hauptrollen.
Der Film eröffnete die 67. Internationalen Filmfestspiele von Cannes am 14. Mai 2014 außerhalb des Wettbewerbs. Das Fürstenhaus distanzierte sich bereits im Vorfeld von der Einstufung als Filmbiografie und bezeichnete die Produktion als „unnötig glamourisierte“ Geschichte und „pure Fiktion“.
Anfang Oktober 2011 kündigte der Filmproduzent Jan Mojto auf der Programm-Messe MIPCOM in Cannes eine weitere Verfilmung der Lebensgeschichte von Grace Kelly an. Für die internationale Produktion stehe ein Budget von zwölf Millionen Euro zur Verfügung. Regie soll der Österreicher Robert Dornhelm führen, der mit der Fürstin von 1977 bis 1982 künstlerisch zusammengearbeitet hatte. Das Projekt wurde bislang nicht verwirklicht.

### Weitere Ehrungen
Am 18. Juni 1984 übergab Fürst Rainier III. die Roseraie Princesse Grace im Stadtbezirk Fontvieille der Öffentlichkeit (43° 43′ 38″ N, 7° 25′ 9,2″ O). Der im Andenken an die Vorliebe seiner Frau für Blumen angelegte Rosengarten mit etwa 150 verschiedenen Arten ist eine von mehreren Sehenswürdigkeiten in Monaco, die den Namen der Fürstin tragen. Die Bronzestatue in Lebensgröße wurde 1983 vom niederländischen Bildhauer Kees Verkade geschaffen. Eine weitere 2004 von der belgischen Gemeinde in Monaco gestiftete Statue der Künstler Livia Canestraro und Stephaan Depuydt befindet sich in einem kleinen Garten in der Nähe des Grimaldi Forums. 
Seit 1984 besteht die Princess Grace Irish Library in Monaco.
Die Vereinigten Staaten und Monaco brachten im Jahr 1993 gleichzeitig eine Gedenkbriefmarke heraus, die der polnische Graveur Czesław Słania nach Vorbild eines Publicity-Fotos aus dem Film Ein Mädchen vom Lande entwarf. Da es nach US-amerikanischem Bundesrecht verboten war, ausländische Staatsoberhäupter auf Briefmarken abzubilden, wurde in den USA der Name Grace Kelly und in Monaco der Titel Princess Grace abgedruckt. Kelly war die erste Schauspielerin, deren Bild auf einer US-Briefmarke erschien.
Vom 1. April bis 21. Mai 2006 zeigte das Philadelphia Museum of Art eine Ausstellung zum 50. Jahrestag der Hochzeit des Fürstenpaares. Die Fit for a Princess: Grace Kelly’s Wedding Dress genannte Sammlung ihrer Heimatstadt umfasste unter anderem das Brautkleid der Fürstin und weitere Accessoires.

2-Euro-Gedenkmünze, Monaco 2007

Aus Anlass ihres 25. Todestages wurde am 12. Juli 2007 die erste 2-Euro-Gedenkmünze Monacos mit einem Porträt der Fürstin veröffentlicht. Mit einer Prägung von nur 20.001 Stück besitzt diese Münze eine der geringsten Auflagen aller 2-Euro-Gedenkmünzen. Aufgrund der Seltenheit steigerte sich der Sammlerwert innerhalb kurzer Zeit kontinuierlich und bewegt sich um 3300 Euro (Stand: Januar 2024).
Seit 2007 führt der Parcours Princesse Grace über 25 Etappen an Orte in Monaco, die im Leben der Fürstin eine Rolle gespielt haben und für die Entwicklung des Fürstentums prägend waren.

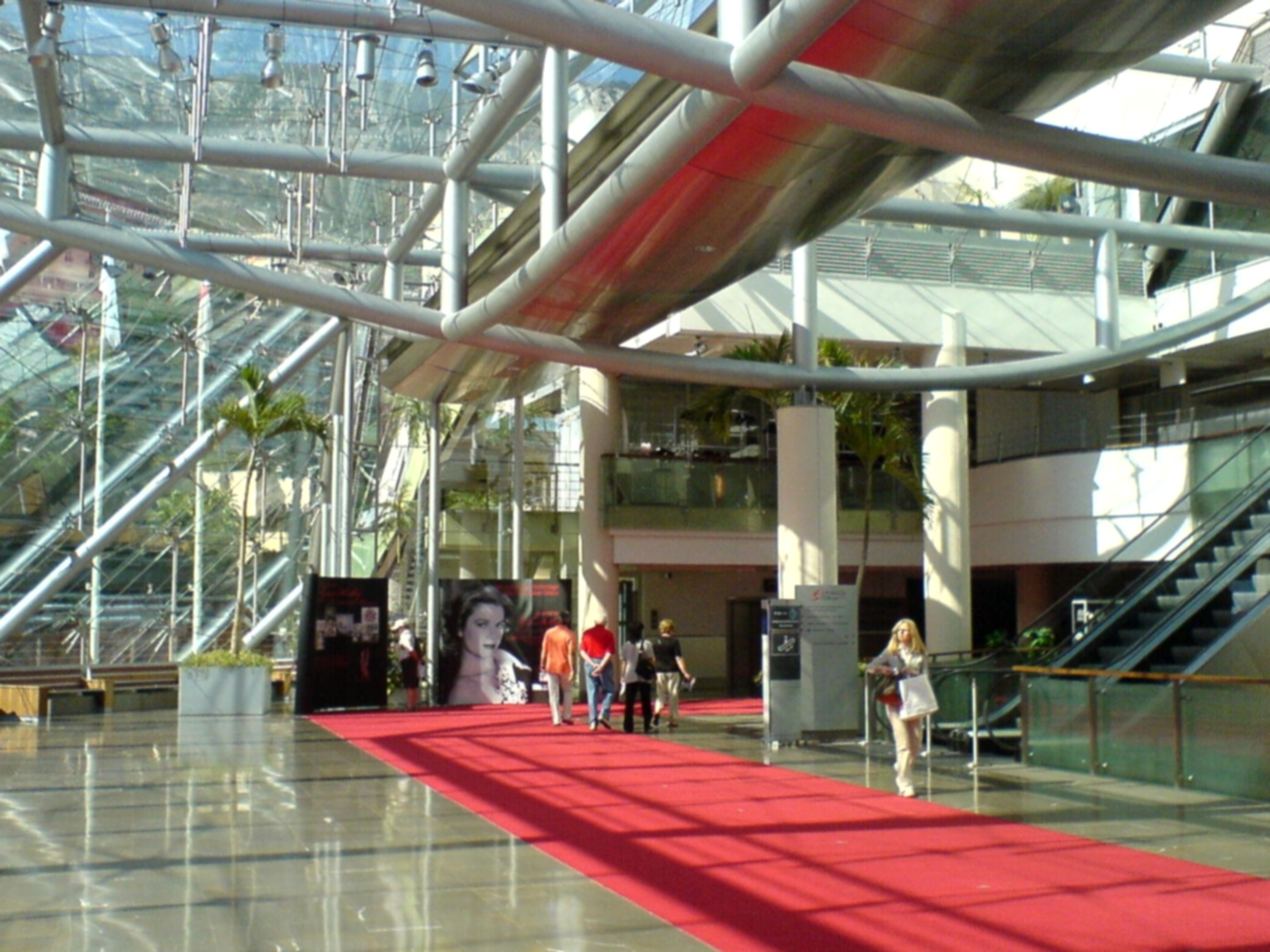
Ausstellung Les années Grace Kelly – Princesse de Monaco im Grimaldi Forum Monaco, September 2007

Vor demselben zeitlichen Hintergrund eröffnete Fürst Albert II. eine umfangreiche Ausstellung mit dem Titel Les années Grace Kelly – Princesse de Monaco als Hommage an seine Mutter. Vom 12. Juli bis 23. September 2007 wurden im Grimaldi Forum Monaco erstmals persönliche Gegenstände und Schriftdokumente aus den Archiven des Fürstenpalastes gezeigt. Nach mehr als 135.000 Besuchern gastierte die Veranstaltung in den Folgejahren weltweit in mehreren Städten, darunter bei Sotheby’s in New York, im Rathaus von Paris, im Gebäude der Ekaterina Cultural Foundation in Moskau, im Palazzo Ruspoli in Rom sowie im Kulturzentrum Fundação Armando Alvares Penteado in São Paulo. Bei der Eröffnung der Exposition Grace Kelly: Style Icon in der australischen Bendigo Art Gallery wirkte Charlène von Monaco im Frühjahr 2012 als Ehrengast mit. Zuletzt besuchte Fürst Albert zur Fortsetzung der Ausstellungsreihe im Paleis Het Loo Anfang Juni 2014 die Niederlande.

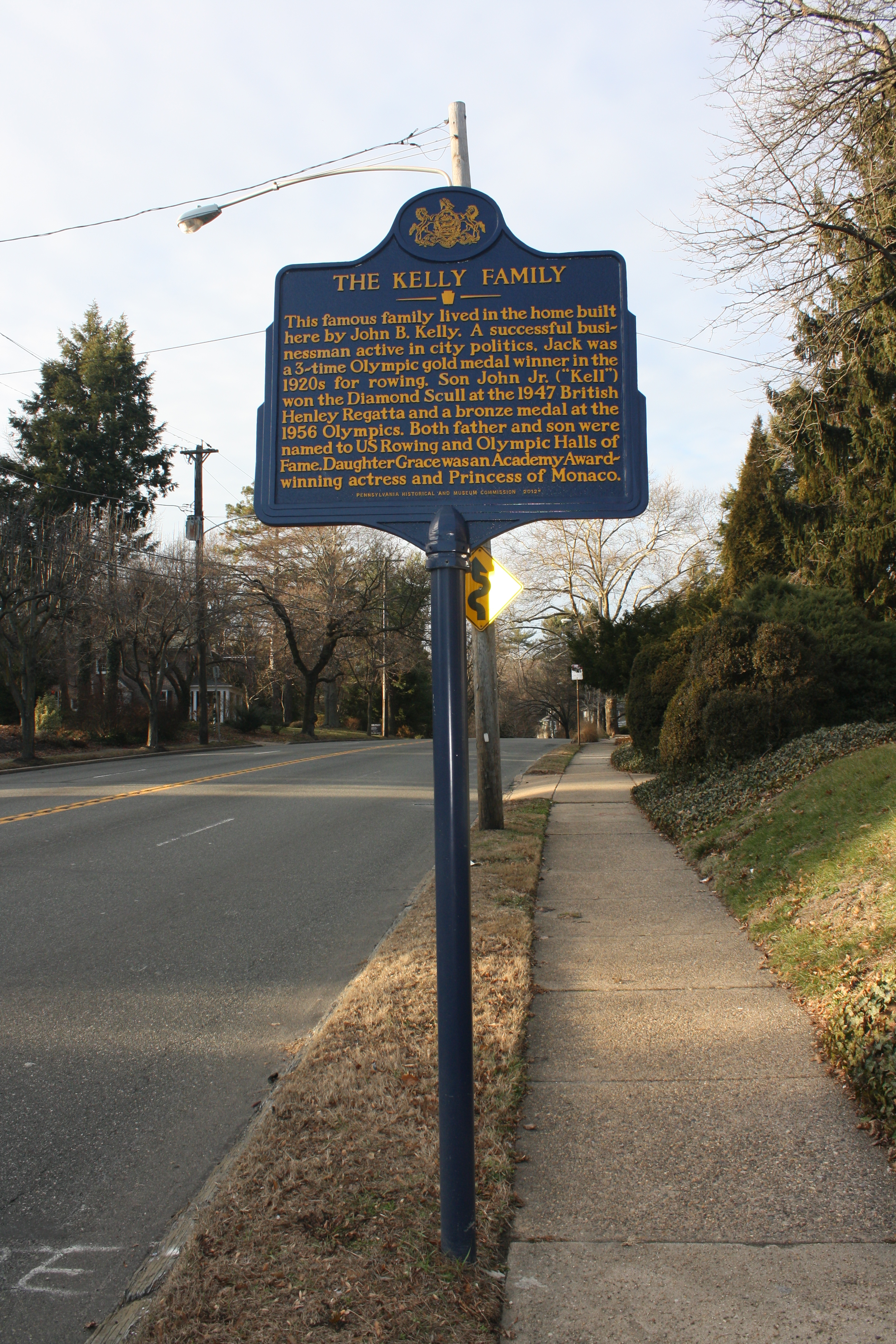
Historical Marker in der Henry Avenue in Philadelphia

Seit Ende Oktober 2012 befindet sich ein sogenannter Historical Marker vor dem früheren Wohnhaus der Kellys in der Henry Avenue in Philadelphia, der auf die geschichtliche Bedeutung des Ortes hinweist.
Im September 2016 wurde das Haus von Fürst Albert gekauft, nachdem die vorherige Besitzerin verstorben war.

## Filmografie
Filme
- 1951: Vierzehn Stunden (Fourteen Hours)
- 1952: Zwölf Uhr mittags (High Noon)
- 1953: Mogambo (Mogambo)
- 1954: Bei Anruf Mord (Dial M for Murder)
- 1954: Das Fenster zum Hof (Rear Window)
- 1954: Ein Mädchen vom Lande (The Country Girl)
- 1954: Grünes Feuer (Green Fire)
- 1954: Die Brücken von Toko-Ri (The Bridges at Toko-Ri)
- 1955: Über den Dächern von Nizza (To Catch a Thief)
- 1956: Der Schwan (The Swan)
- 1956: Die oberen Zehntausend (High Society)

Fernsehen
- 1950–1953: The Philco Television Playhouse (6 Folgen)
- 1950: Believe It or Not (1 Folge)
- 1950/1952: Danger (2 Folgen)
- 1950/1952: Lights Out (2 Folgen)
- 1950/1952: Studio One (2 Folgen)
- 1950: Actor’s Studio (3 Folgen)
- 1950: The Clock (1 Folge)
- 1950: Somerset Maugham TV Theatre (1 Folge)
- 1951–1952: Armstrong Circle Theatre (4 Folgen)
- 1951: The Prudential Family Playhouse (1 Folge)
- 1951: Nash Airflyte Theatre (1 Folge)
- 1952–1953: Lux Video Theatre (3 Folgen)
- 1952: CBS Television Workshop (1 Folge)
- 1952: The Big Build Up (Fernsehfilm)
- 1952: Robert Montgomery Presents (1 Folge)
- 1952: Suspense (1 Folge)
- 1952: Goodyear Television Playhouse (1 Folge)

## Auszeichnungen

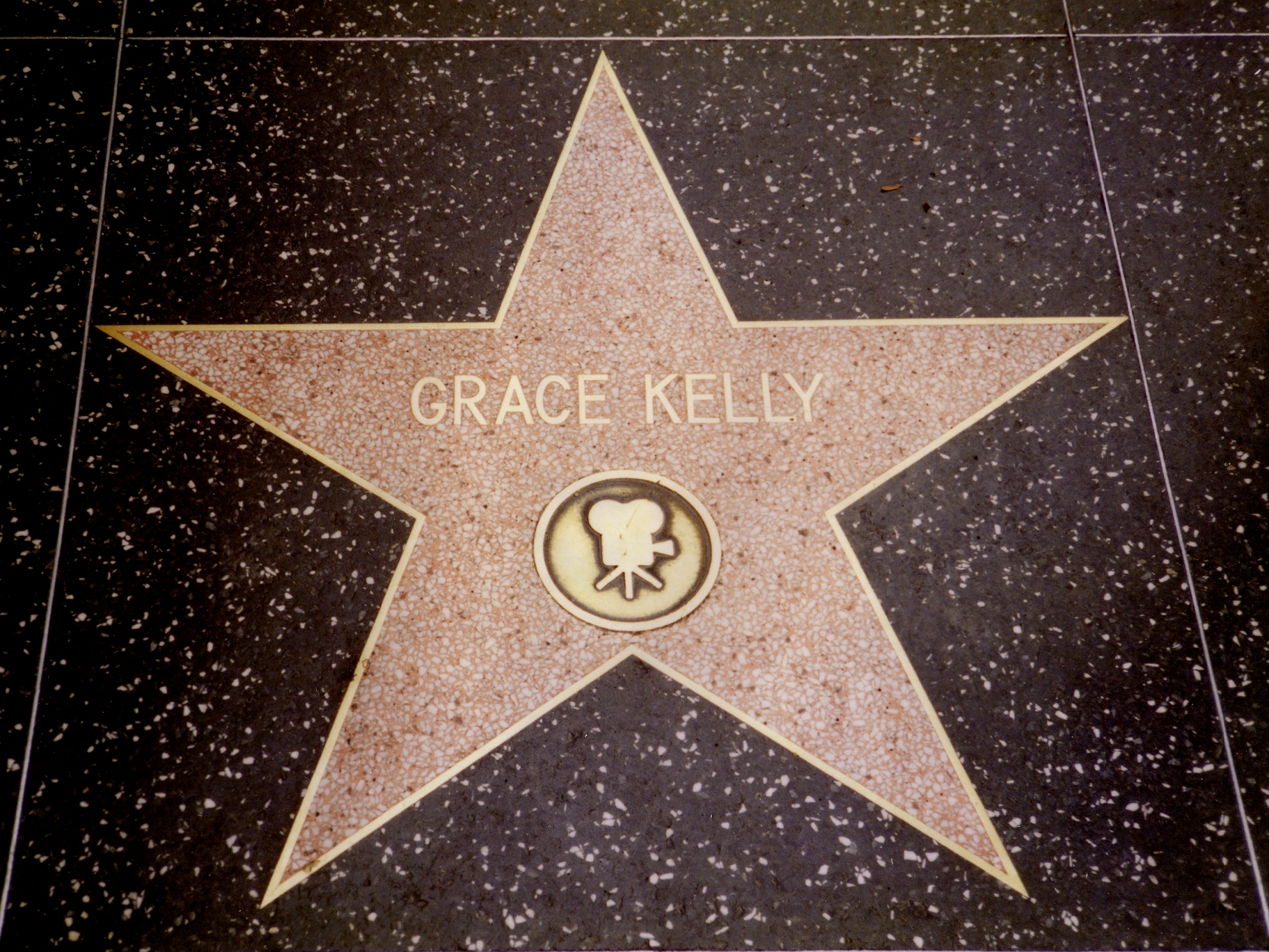
Kellys Stern auf dem Hollywood Walk of Fame

- 1950: Theatre World Award für Der Vater
- 1954: Golden Globe Award als beste Nebendarstellerin für Mogambo
- 1954: Oscar-Nominierung als beste Nebendarstellerin für Mogambo
- 1954: NBR Award als beste Hauptdarstellerin für Bei Anruf Mord, Das Fenster zum Hof und Ein Mädchen vom Lande
- 1954: NYFCC Award als beste Hauptdarstellerin für Bei Anruf Mord, Das Fenster zum Hof und Ein Mädchen vom Lande
- 1955: Golden Globe Award als beste Hauptdarstellerin – Drama für Ein Mädchen vom Lande
- 1955: Oscar als beste Hauptdarstellerin für Ein Mädchen vom Lande
- 1955: BAFTA-Nominierung als beste ausländische Darstellerin für Bei Anruf Mord
- 1956: BAFTA-Nominierung als beste ausländische Darstellerin für Ein Mädchen vom Lande
- 1956: Henrietta Award als beliebteste Darstellerin
- 1960: Stern auf dem Hollywood Walk of Fame in der Kategorie Film (6329 Hollywood Blvd.)